# Eutritzsch

Lage von Eutritzsch

Eutritzsch ist ein Stadtteil und zugleich Ortsteil im Stadtbezirk Nord von Leipzig.

## Lage

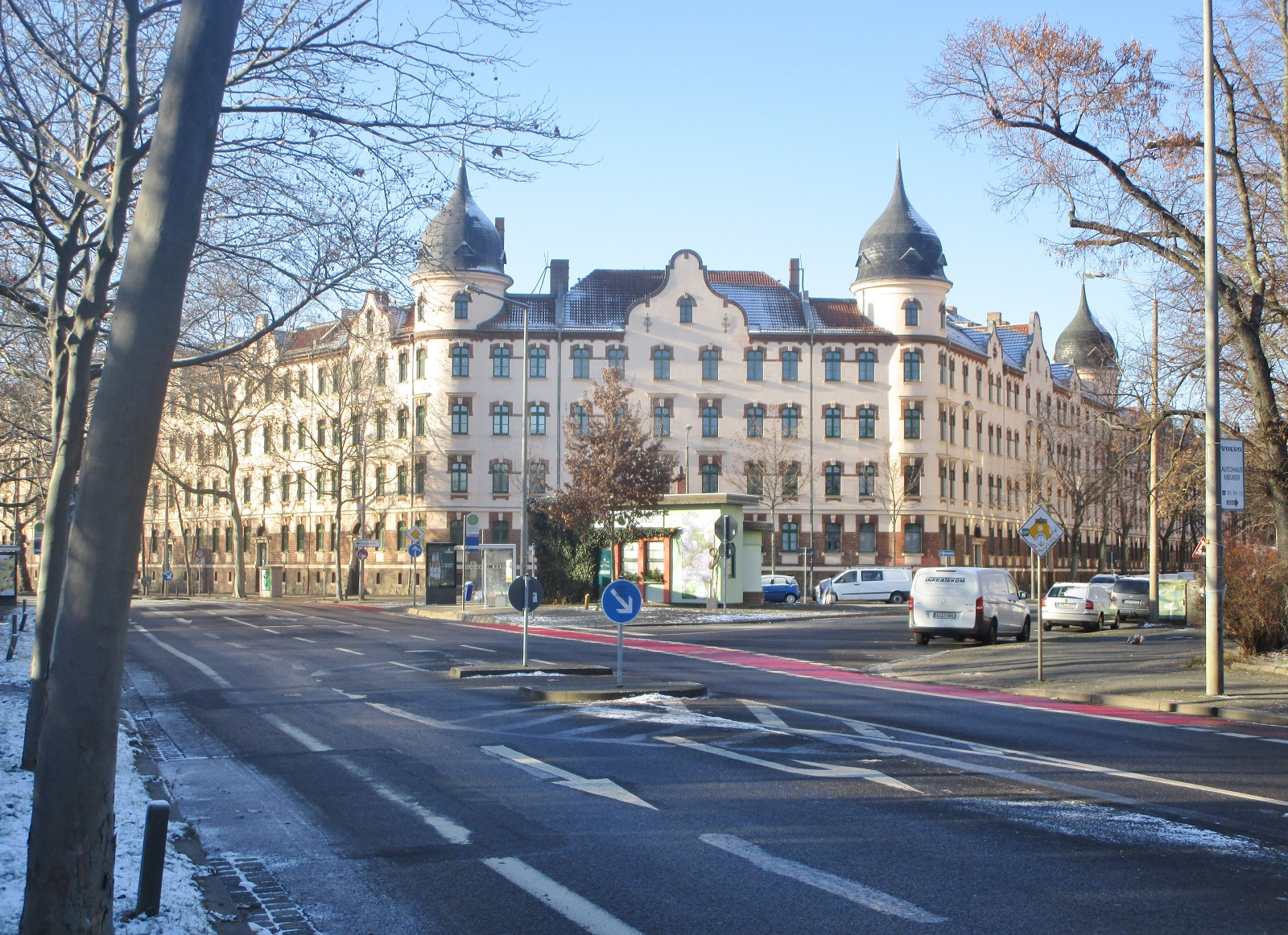
Meyersche Häuser

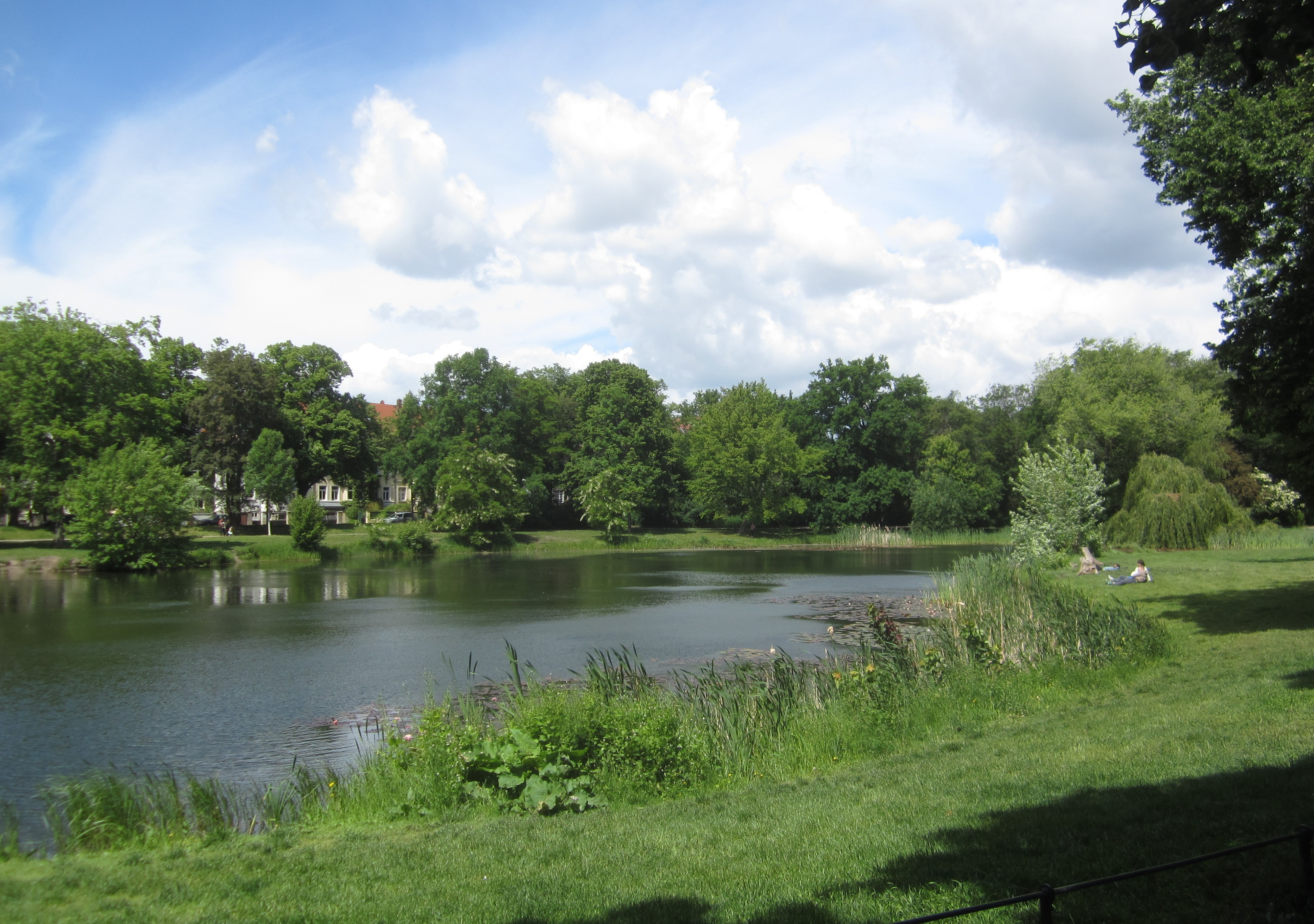
Arthur-Bretschneider-Park

Der alte Dorfkern von Eutritzsch am Eutritzscher Markt und an der Gräfestraße befindet sich etwa 3 Kilometer nördlich der Leipziger Innenstadt. Zu Eutritzsch gehören auch das weiter nördlich gelegene Krankenhaus St. Georg, die Siedlung St. Georg, das Industriegebiet an der Zschortauer Straße sowie südlich gelegene Misch- und Wohngebiete aus der Gründerzeit und Zwischenkriegszeit. In Eutritzsch liegen der Nordfriedhof der Stadt Leipzig und der Alte sowie der Neue Israelitische Friedhof. (Jüdische Friedhöfe in Leipzig)
Wichtigste Verkehrsader ist die in Nord-Süd-Richtung verlaufende Delitzscher Straße, auf der auch die Straßenbahnlinie 16 zur Neuen Messe verkehrt.
Nachbarstadtteile
Folgende Leipziger Stadtteile grenzen an Eutritzsch:
|              | Wiederitzsch                                |            |
| Gohlis       | Kompassrose, die auf Nachbargemeinden zeigt | Mockau     |
| Nordvorstadt | Zentrum Ost                                 | Schönefeld |

Eutritzsch grenzt im Westen an zwei der drei Ortsteile von Gohlis, von dem es durch den Arthur-Bretschneider-Park und den Bach Nördliche Rietzschke getrennt wird. Im Norden ist der erst 1999 nach Leipzig eingemeindete Ortsteil Wiederitzsch benachbart. Im Osten bildet die Berliner Eisenbahn die Grenze zu den beiden Ortsteilen von Mockau und zu Schönefeld und im Südwesten grenzt die Leipziger Nordvorstadt an Eutritzsch.
Zu Eutritzsch gehören auch Teile der Petzscher Mark, der Gemarkung des im 15. Jahrhundert wüst gefallenen Dorfes Petzsch. Die Petzscher Mark liegt im Südosten, und zwar südlich der Theresienstraße, die bis zur Eingemeindung von Eutritzsch nach Leipzig die Gemeindegrenze bildete.
Naturräumliche Lage
Der Stadtteil liegt auf einem zusammenhängenden Geländestreifen von etwa 4 Kilometer Länge und 1 Kilometer Breite. Die nördliche Rietzschke fließt am westlichen Rand dieses Streifens von Nord nach Süd und hat in ihrem unmittelbaren Umfeld die pleistozäne Platte der Delitzscher Ebene ausgeschwemmt und eine Bachaue gebildet. Der Höhenunterschied im Gebiet beträgt keine 20 Meter, so dass die Topographie des Stadtteils fast als flach zu bezeichnen ist. Am höchsten liegt der Bereich am Krankenhaus St. Georg, in dem bereits in der Jungsteinzeit hochwassersicher gesiedelt worden ist. Die bevorzugten altsorbischen Siedlungslagen befanden sich hingegen direkt an den Gewässern, so auch in Eutritzsch. Entlang der alten Dorflage ist die Aue Anfang des 20. Jahrhunderts zu einem Park umgestaltet worden. Der ursprüngliche Naturraum des Stadtteils ist zuletzt in weniger als 200 Jahren komplett durch menschliche Eingriffe überformt worden.

## Geschichte

### Vor- und Frühgeschichte
Um 3000 v. Chr. entstand eine jungsteinzeitliche Siedlung auf dem Höllenberg, wo sich heute das Klinikum St. Georg und die Siedlung St. Georg befinden.

### Mittelalter
Im Mittelalter war Eutritzsch ein altes slawisches Dorf; es bestand vor der deutschen Ostsiedlung, die um das Jahr 1000 das Gebiet der Leipziger Tieflandsbucht erfasste. Hinsichtlich der Siedlungsform und Gemarkung war Eutritzsch ein Doppelsackgassendorf mit gewannähnlicher Streifenflur und verfügte über 396 Hektar Grundfläche (Stand im Jahr 1883).
Eine erste schriftliche Erwähnung des Ortes geschah im Jahr 1335 in einem Steuerverzeichnis der Ämter Leipzig und Naunhof unter dem Namen „Udericz“.
Historische Schriftbilder Eutritzschs
| Jahr                                 | 1335    | 1346     | 1359    | 1470        | 1542        | 1580     | 1791        |
| veränderter Name im Laufe von Jahren | Udericz | Vderisch | Uderitz | Ewderitzsch | Euderitzsch | Eyderitz | Euteritzsch |

Laut Inge Bily wurde der Ortsname mit dem slawischen -ica-Suffix gebildet: Eutritzsch (*Udrica). Die Umwandlang der Endung zu -itz oder -itzsch stellt demzufolge eine Anpassung an deutsche Sprachgewohnheiten dar. Uder war vermutlich ein Eigenname, Eutritzsch somit der Ort der Leute des Uder. Auch Ernst Eichler und Hans Walther führen den Namen auf das Sorbische zurück, sind mit einer Deutung aber vorsichtiger.
Der Burggraf von Leisnig, Albrecht der Ältere, verkaufte im Jahr 1346 das Eutritzscher Lehensrecht an seinen Onkel, den Burggrafen von Meißen.

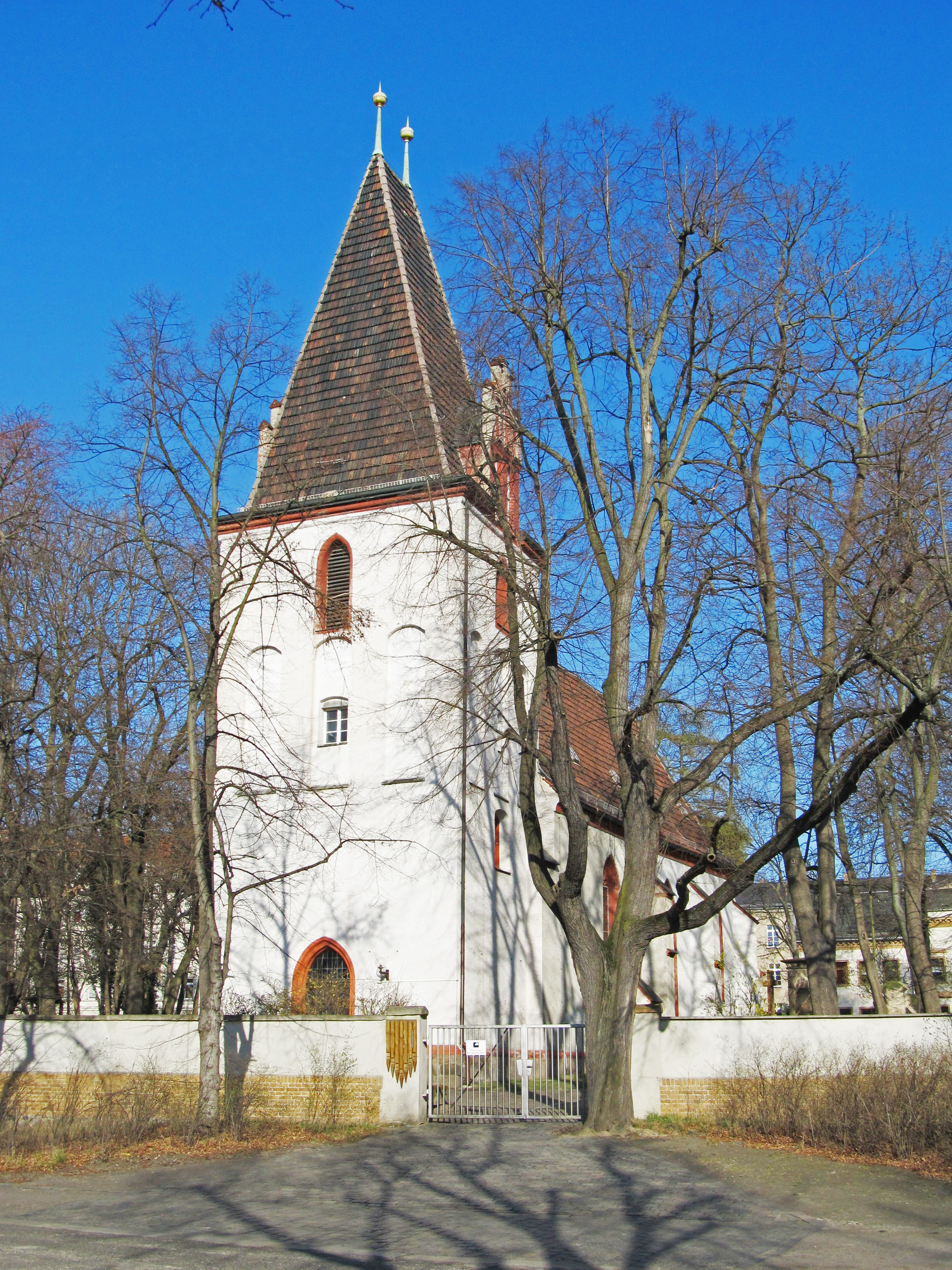
Christuskirche

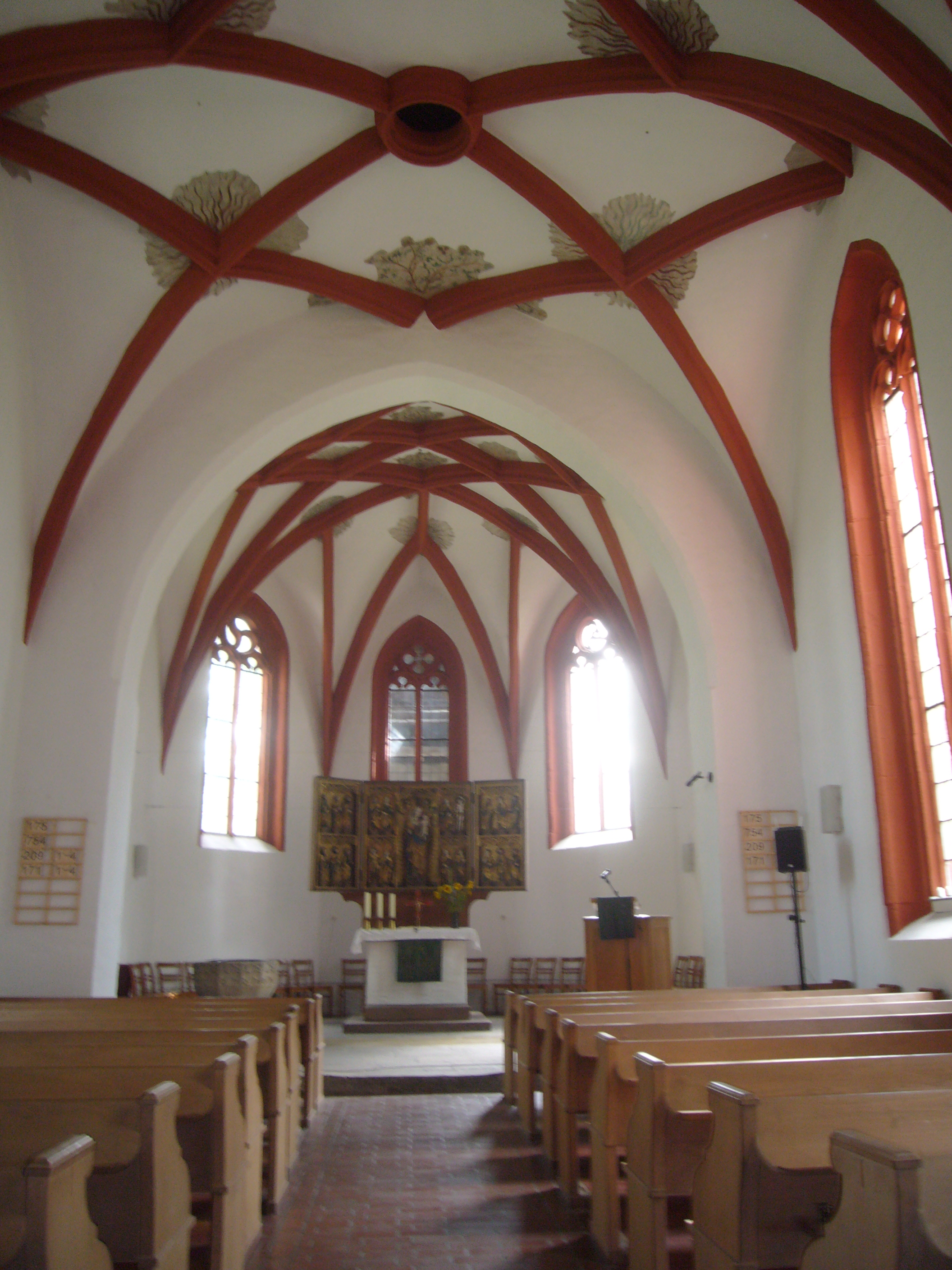
Christuskirche, Inneres mit Blick zur Apsis mit dem Marienaltar. Der jetzige Marienaltar aus dem Jahr 1480 stammt aus Machern. Er steht seit dem Jahr 1960 in der Kirche und wurde im Jahr 2002 restauriert.

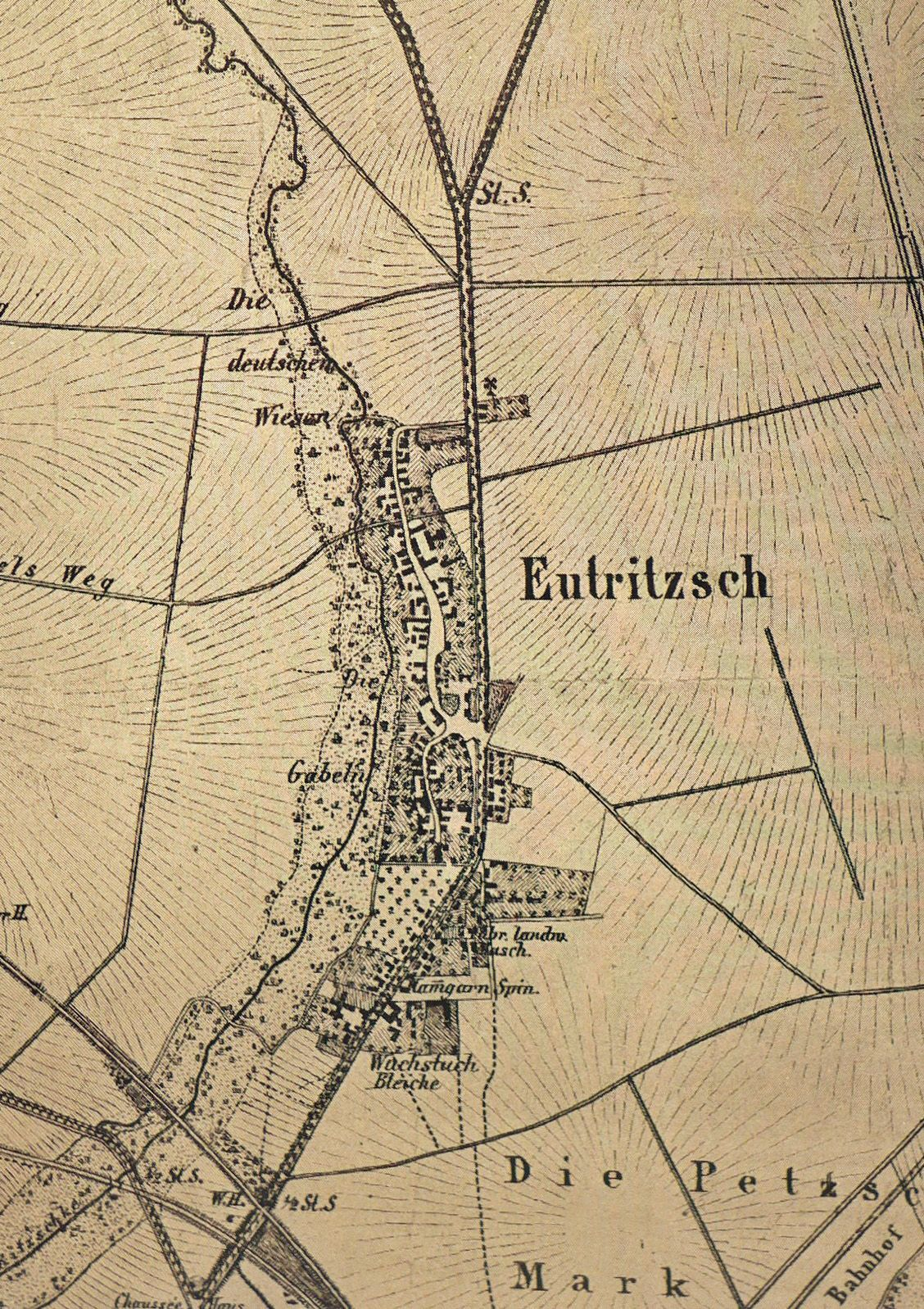
Eutritzsch im Jahr 1859 (Stadtarchiv Leipzig)

Die Eutritzscher Dorfkirche (heute Christuskirche) wurde im 13. Jahrhundert erbaut, worauf eine im 19. Jahrhundert noch lesbare Turminschrift aus dem Jahr 1282 hindeutet. Im Jahr 1381 erwarb der Leipziger Rat die Grund- und Gerichtsherrschaft über Eutritzsch von Rudolf von Bünau auf Erdmannshain. Die Übergabe der Lehensrechte des Ortes „Udericzsch by Lipczk“ an den Rat der Stadt Leipzig erfolgte dabei durch die Markgrafen von Meißen. Im Jahr 1385 wurde diese Belehnung erneuert. Der Ort war somit das älteste der Leipziger Ratsdörfer und blieb bis zur Ablösung der Grundherrschaft in den 1830er Jahren im Besitz des Stadtrates von Leipzig.

### Frühe Neuzeit
Ab dem Jahr 1503 wurden an den bestehenden Kirchturm der Eutritzscher Dorfkirche ein Kirchenschiff mit Apsis neu angebaut. Im Jahr 1539 wurde die lutherische Reformation eingeführt und der bisherige katholische Ritus verboten. Die Dörfer Gohlis und Möckern wurden pfarramtlich Eutritzsch zugeschlagen. Aus diesem pfarrgemeindlichen Bund schieden Möckern im Jahr 1856 und Gohlis im Jahr 1871 aus.
Während des Schmalkaldischen Krieges wurde Eutritzsch am 5. Januar 1547 abgebrannt. Die erste Erwähnung eines Schulmeisters in Eutritzsch ist für das Jahr 1550 datiert. Das erste eigentliche Schulhaus in Eutritzsch wurde im Jahr 1576 errichtet. Es wurde im Jahr 1863 abgerissen und befand sich auf dem heutigen Kirchhof unmittelbar vor dem Kirchturm der heutigen Christuskirche.

### Dreißigjähriger Krieg
Eutritzsch wurde während des Dreißigjährigen Krieges am 22. Oktober 1632 großflächig niedergebrannt. Während einer Pestepidemie starben 62 Einwohner des Dorfes und 64 Fremde.

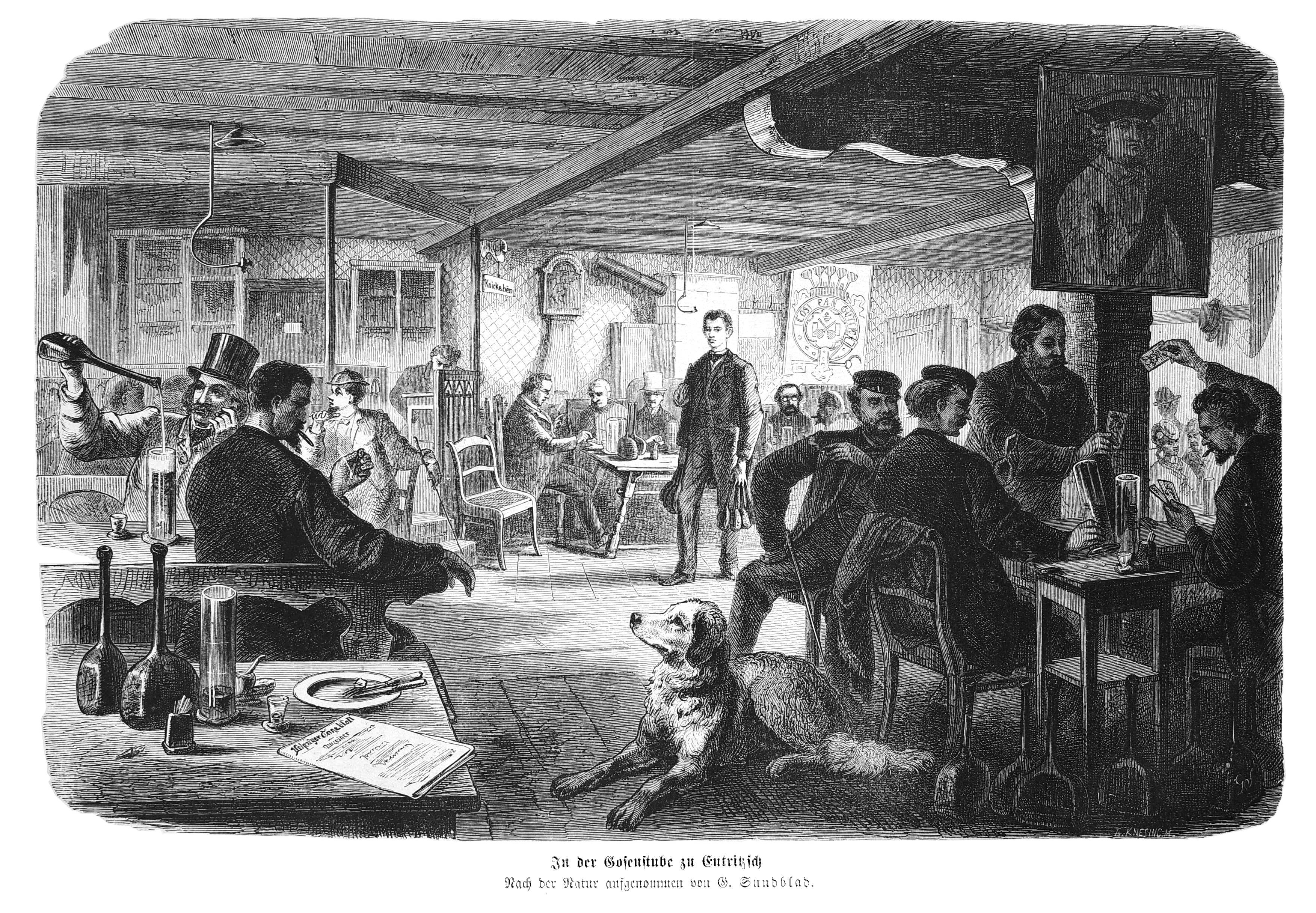
Innenraum der Eutritzscher Gosenschänke mit zechenden Corpsstudenten (Die Gartenlaube, 1872)

Die bereits bestehende Eutritzscher Dorfschänke (später Gosenschänke) wurde im Jahr 1640 erweitert. Die historische Gosenschänke wurde am 9. und 10. Januar 2001 abgerissen. Ihr Renaissanceportal und eine Holzsäule wurden dabei ausgebaut und ein Teil des Kellergewölbes wurde provisorisch gesichert. Die übrigen historischen Eutritzscher Schänken (Kümmelapotheke von 1662, der Goldene Helm von 1673 sowie die Ankerschänke von 1668) waren bereits in den Jahren 1960, 1963 und 1980 abgebrochen worden.

### 18. Jahrhundert
Im Jahr 1705 gab es in Eutritzsch 36 Bauernhöfe und einen Häusler. Eine gemeinschaftliche Schmiede errichteten die Eutritzscher Bauern im Jahr 1709 am Dorfplatz, heute Eutritzscher Marktplatz. Diese kommunale Schmiede wurde im Jahr 1885 abgetragen.
Der Braubetrieb der Gose soll im Jahr 1738 durch Leopold von Dessau eingeführt worden sein. Der Leipziger Autor und Verleger Friedrich Adolph Kritzinger (1726–1793) beschrieb in der Reihe Promenaden bey Leipzig kurzweilig und gereimt die Bedeutung der Eutritzscher Goseschänken als Ausflugsziel für die Leipziger. Im Jahr 1794 erbaute man das erste Gemeindehaus in der Gräfestraße. Es wurde von 1843 bis 1863 als zweites Schulhaus benutzt. Das Gebäude fiel am 5. Januar 1994 einer vermutlichen Brandstiftung zum Opfer und wurde im Jahr 1996 neu aufgebaut.

### 19. Jahrhundert
Während der Leipziger Völkerschlacht im Jahr 1813 wurde Eutritzsch von marodierenden Armeeteilen stark verwüstet. Im Jahr 1836 wurde am nördlichen Dorfende eine Windmühle errichtet, die im Jahr 1860 von ihrem Standort zwischen Delitzscher und Diesterwegstraße auf die Anhöhe in der Delitzscher Straße Nr. 180 verlegt wurde. Das Gebäude wurde im Jahr 1889 niedergelegt.
Der erste Gemeinderat des Dorfes wurde am 22. April 1839 in der Eutritzscher Gosenschänke gewählt. Zu einer ersten größeren Ortserweiterung kam es ab den 1840er Jahren entlang der Delitzscher Straße zwischen Marktplatz und Kunadstraße, als sich eine Kammgarnspinnerei und eine Wollkämmerei zwischen Kunadstraße und Schiebestraße angesiedelt hatten. Die Eisenbahnlinie Leipzig-Halle, die die Delitzscher Straße an der Einmündung der Theresienstraße querte, wurde am 18. August 1840 eröffnet.

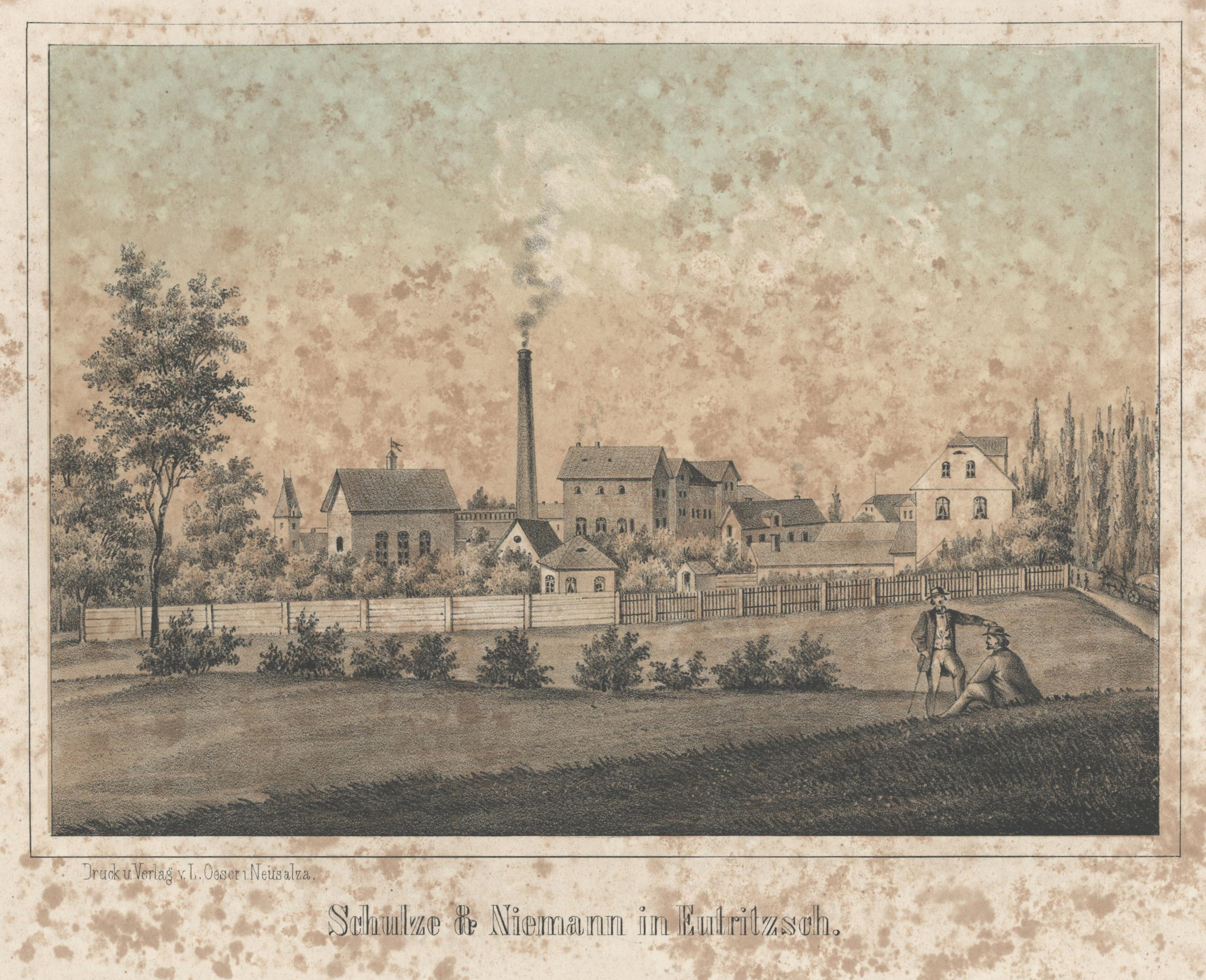
Frühe Fabrik in Eutritzsch (1856)

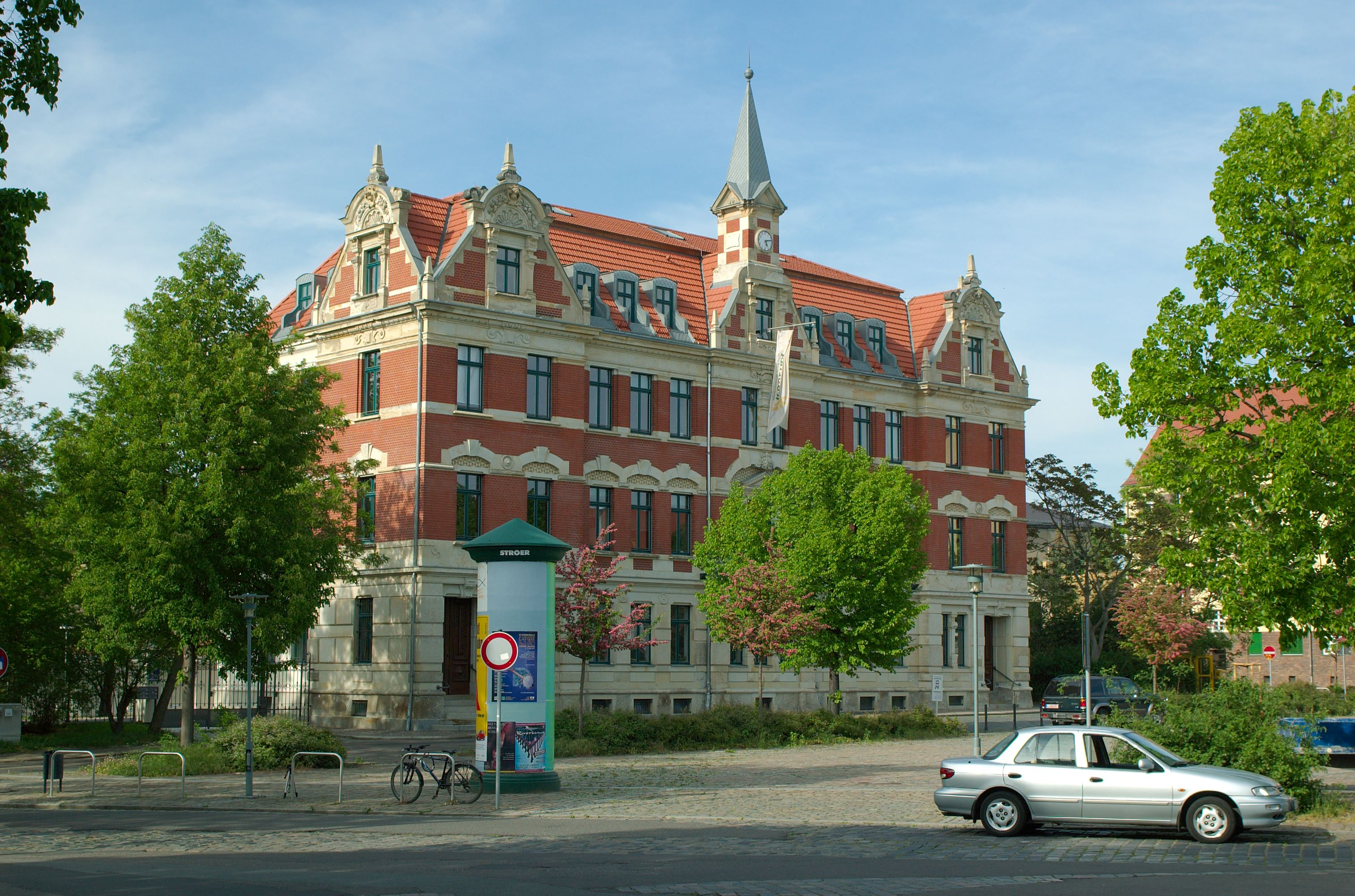
Eutritzscher Rathaus (bis 1975)

Im Jahr 1850 siedelte sich eine Buchbinderleinenfabrik in Eutritzsch an (heute Standort der Wohnanlage Schinkelstraße). Fünf Jahre später, im Jahr 1855, wurde in Eutritzsch die erste Landmaschinenfabrik Deutschlands gegründet. Im gleichen Jahr wurde am 22. März die Thüringer Eisenbahn gebaut, die zwischen Blumen- und Blochmannstraße verlief. Die Leipzig-Bitterfelder Eisenbahn wurde am 1. Februar 1859 an der Banngrenze zwischen Eutritzsch und Mockau errichtet. Am 6. November 1860 gründete sich der Eutritzscher Turnverein. Im gleichen Jahr war im ehemaligen Hirtenhaus am Eutritzscher Markt ein Kindergarten eingerichtet worden. Im Folgejahr 1861 nahmen die Eutritzscher Ziegelwerke ihre Produktion auf.
Aufgrund der angestiegenen Kinderzahlen baute man im Jahr 1863 in der Delitzscher Straße Nr. 110 ein neues Schulhaus. Eine erste Poststelle wurde in Eutritzsch im Jahr 1864 eröffnet. Die Gasbeleuchtung der Straßen installierte man im Jahr 1867. Die Chemische Fabrik Eutritzsch wurde im Jahr 1868 in der Zschortauer Straße gegründet und sorgt ab diesem Zeitpunkt für starke Umweltbelastungen.
Im Gefolge der wirtschaftlichen Prosperitätsphase nach der Deutschen Reichsgründung des Jahres 1871 siedelten sich in den 1870er Jahren in Eutritzsch zusätzliche Betriebe an: eine Druckfarbenfabrik, eine Eisengießerei, eine Eisenbaufabrik, eine Metallfedernfabrik für Fahrzeuge, eine Fabrik für landwirtschaftliche Maschinen, eine Ziegelei sowie eine Baufabrik. In den 1880er Jahren nahmen zehn Gärtnereien in Eutritzsch ihre Produktion auf, so dass sich Eutritzsch zu einem bedeutenden Samenproduktionszentrum im Deutschen Reich entwickelte.
Das Dorf wurde in dieser Zeit um große Mietshausblöcke im Stil der Gründerzeit vor allem zwischen Delitzscher Straße und Wittenberger Straße erweitert, während westlich der Delitzscher Straße die offene und nicht so hochgeschossige Bauweise vorherrschte. Eine erste Apotheke wurde im Jahr 1878 eingerichtet. Im gleichen Jahr kam es zum Umbau der Eisenbahnstrecke Möckern-Leipzig mit großen Eisenbahnbrückenbauten über die Delitzscher und die Theresienstraße. Ein großes Armenhaus wurde in den Jahren 1886/1887 errichtet. Im Folgejahr 1888 wurde das neue Eutritzscher Rathaus am Marktplatz eingeweiht. Es war nach den Entwürfen des Leipziger Architekten Ottomar Jummel, der auch das Bismarckhaus am Leipziger Marktplatz entworfen hatte, in den Formen der Neorenaissance errichtet worden. Als Stadtteilrathaus diente es noch bis 1975, danach als Postamt, polizeiliche Meldestelle und Standesamt. Seit 2004 beherbergt es Geschäftsstelle und Verwaltung der Wohnungsgenossenschaft Transport Leipzig (Wogetra).

### Stadtteil von Leipzig

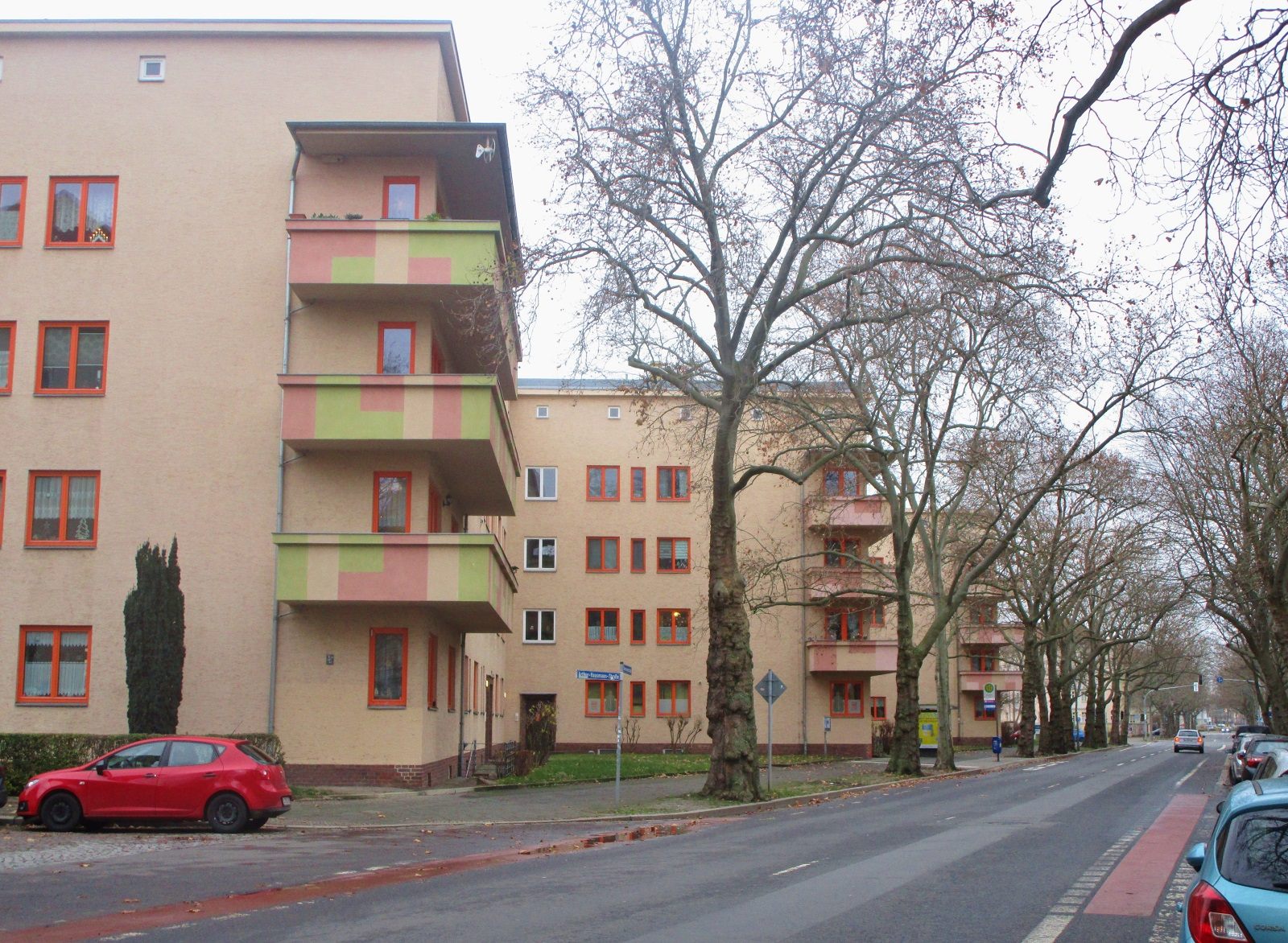
Wohnanlage an der Theresienstraße (1929–31)

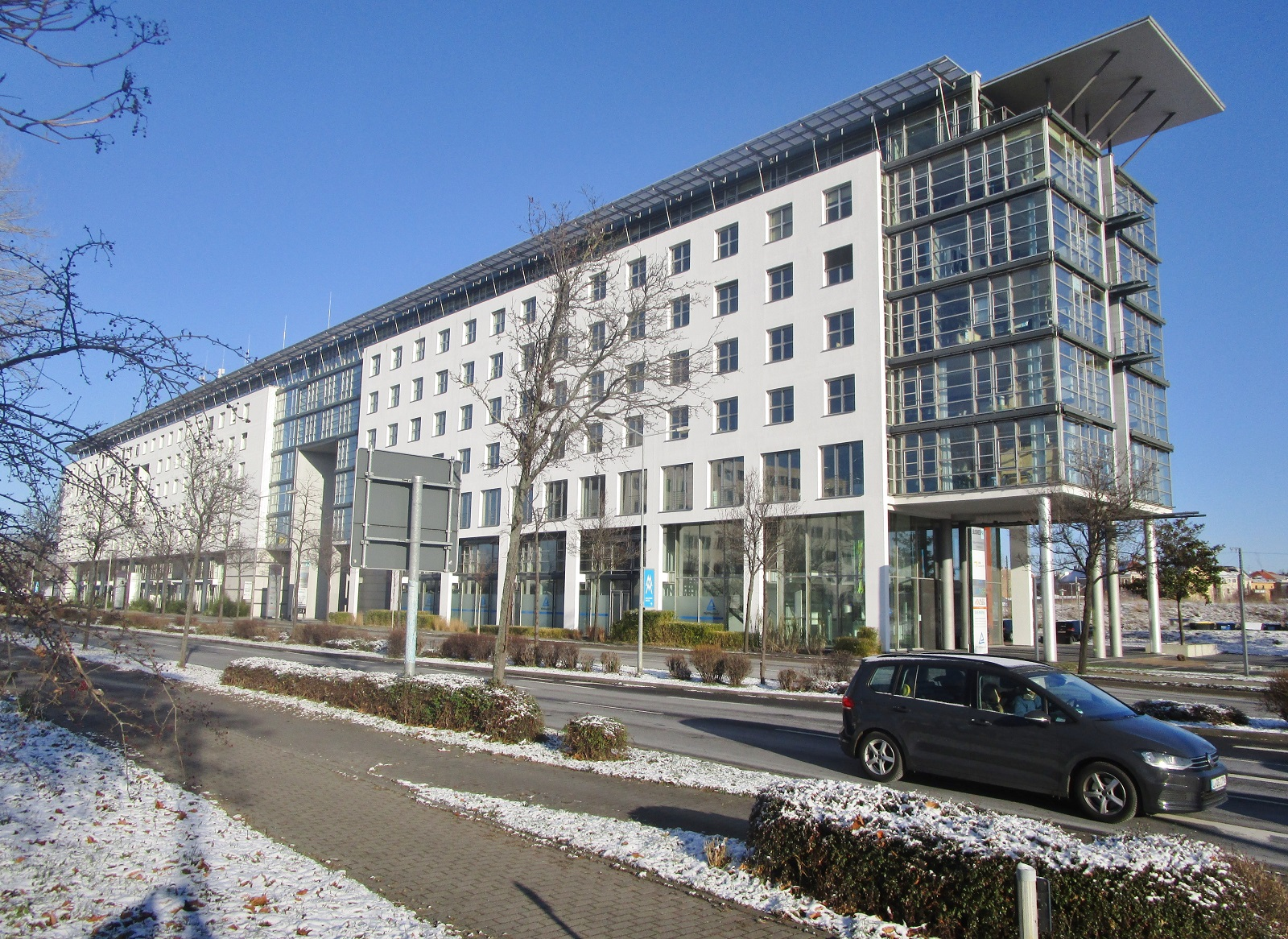
Businesspark an der Maximilianallee

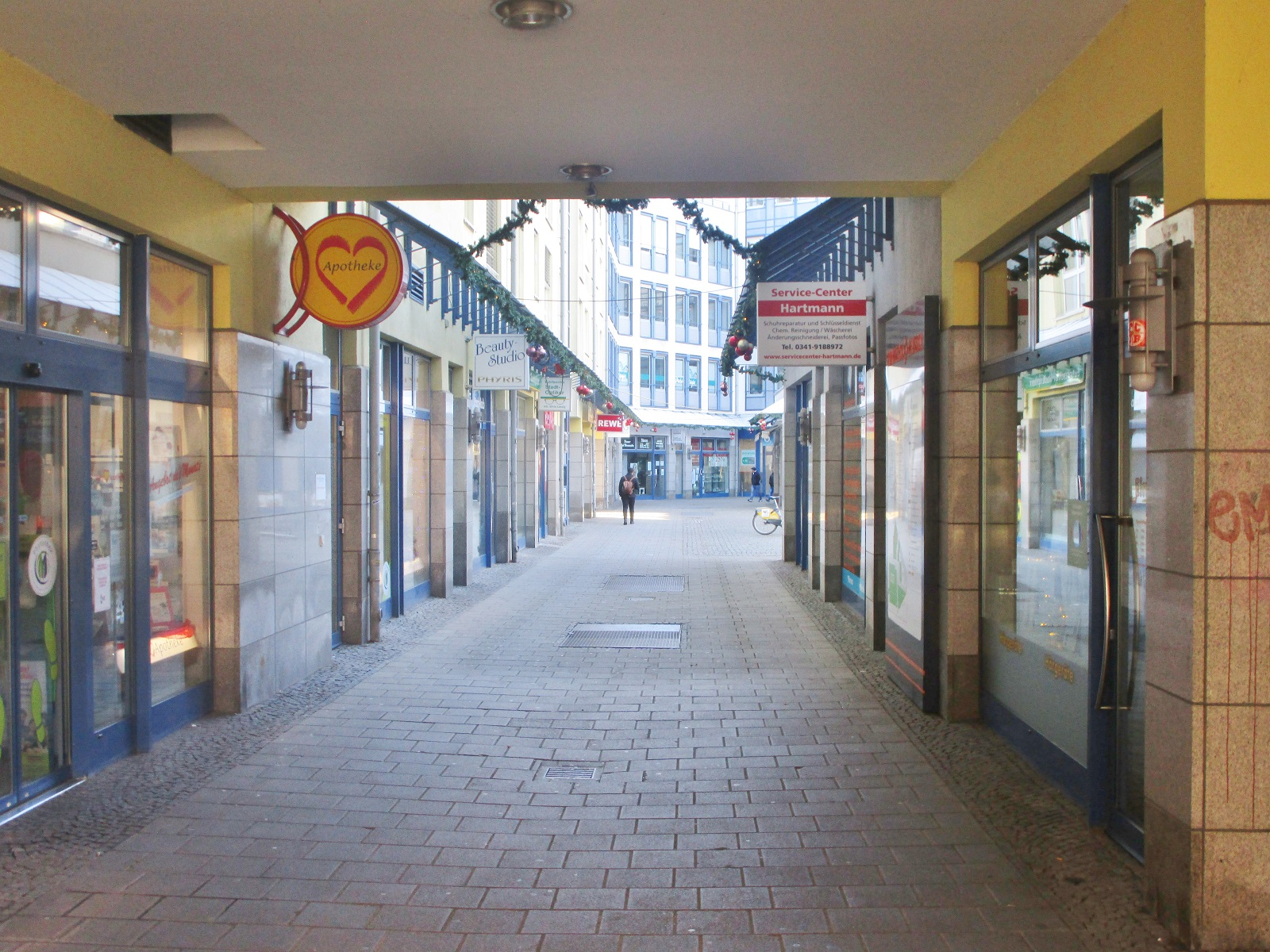
Passage im Eutritzscher Zentrum

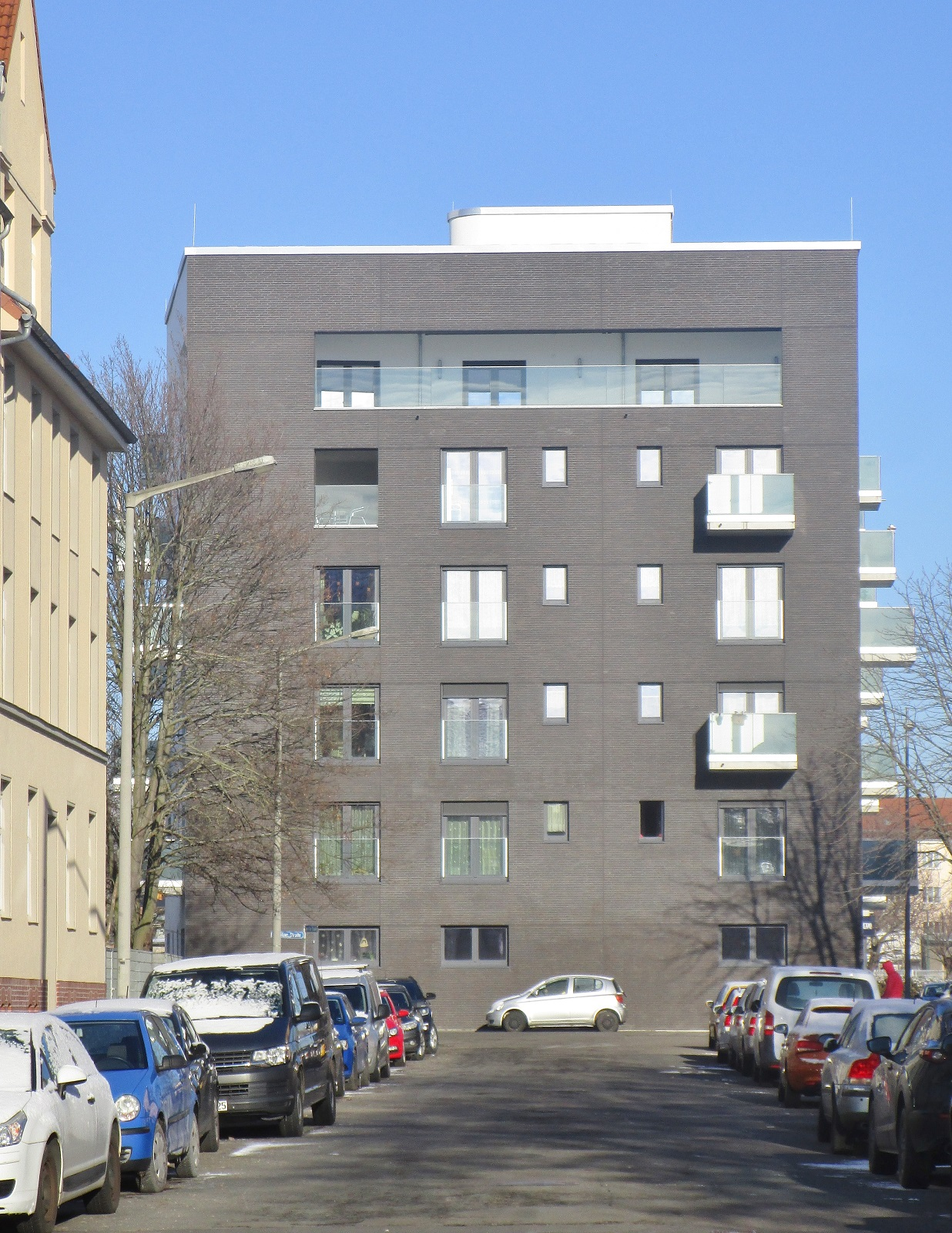
SAH Seniorenzentrum

Am 29. März 1890 wurde die bis dahin selbständige Gemeinde Eutritzsch mit ihren damals 9.623 Einwohnern in die Stadt Leipzig eingemeindet. Etwa zeitgleich parzellierte die Stadt Leipzig auf der südlich der Theresienstraße gelegenen Petzscher Mark eine unbesiedelte Fläche zur industriellen Nutzung und legte Bahnanschlussgleise an.
Von 1899 bis 1901 wurde zwischen Schönefelder und Hamburger Straße die Kolonie Eutritzsch der Stiftung Meyersche Häuser mit 39 Wohnhäusern und einem 2 Hektar großen Park im Innenhof errichtet. Diese Kolonie war Vorreiter für weitere Wohnsiedlungen nördlich und südlich der Theresienstraße sowie an der Thaerstraße (Kommunaler und genossenschaftlicher Wohnungsbau bis in die 1930er Jahre). Nachdem der Wohnungsbau in der Weltwirtschaftskrise zum Stillstand gekommen war, erließ die Regierung Brüning 1931 eine Notverordnung zur Förderung von Kleinsiedlungen. Die erste Kleinsiedlung in Leipzig wurde 1932 in Eutritzsch nördlich und östlich des Neuen Israelitischen Friedhofs gebaut.
Im Januar 1907 erlangte ein Bebauungsplan der Stadt Leipzig für ein weiteres Industriegebiet von 126 Hektar Größe Rechtskraft (nach Abweisung der Widersprüche zahlreicher betroffener Grundstücksbesitzer). Das Industriegebiet liegt im Nordosten des Ortsteils entlang der Berliner Bahn. Es wurde durch die neu angelegte Zschortauer Straße erschlossen. Der Verkauf der Fabrikgrundstücke verlief sehr schleppend, weil die Preise im Vergleich zu denen in den Leipziger Nachbargemeinden Böhlitz-Ehrenberg, Paunsdorf und Taucha zu hoch waren. Schließlich aber befand sich auf diesem Gelände neben der Maschinenfabrik Magnus, der Eisengießerei Mosenthin und der Leipziger Brotfabrik seit November 1934 auch das Werk II der Allgemeinen Transportanlagen-Gesellschaft (ATG), später Werk II des VEB Verlade- und Transportanlagen Leipzig (VTA).
Mit der ATG, die Kriegsflugzeuge produzierte, war Eutritzsch ein wichtiger Rüstungsstandort geworden, der von 1943 bis 1945 insgesamt 13 Mal bombardiert worden ist. Dadurch wurden auch 650 Wohnungen zerstört. Mindestens 150 Menschen starben durch die Bomben in Eutritzsch und der Petzscher Mark.
Beim Novemberpogrom in Leipzig ist 1938 die 1928 eröffnete zentrale Trauerhalle (Architekt: Wilhelm Haller, Stil: Expressionismus) auf dem Neuen Israelitischen Friedhof durch Brandstiftung zerstört worden.
An der Essener Straße wurde 1953 ein Kasernenkomplex für die kasernierte Volkspolizei errichtet, wobei auf Planungen von 1940 zurückgegriffen wurde. Heute wird der Komplex von der Bereitschaftspolizei genutzt.
Nach Abriss des Bürohochhauses von VTA im Industriegebiet wurde von 1993 bis 1995 unter der Bezeichnung Businesspark Leipzig an dieser Stelle ein 200 Meter langer, achtgeschossiger Baukörper mit Büros errichtet, mit der Vorderseite zur Maximilianallee (B 2), mit der Rückseite zur Bahn. Von 1991 bis 2001 wurden in dem Industriegebiet 26 Firmen neu angesiedelt. Seit 2013 befindet sich hier auch der Haltepunkt Leipzig Nord der S-Bahn Mitteldeutschland. 2022 wurde bekannt, dass in diesem Bereich auf der Eutritzscher Seite ein weiterer Bürokomplex und auf der anderen Seite der Bahn ein Wohnkomplex, das Mockauer Tor,  entstehen soll. Selbst ein schlankes Hochhaus mit bis zu 60 Metern Höhe wäre möglich - aber dafür gibt es noch keinen Investor.
Im Dreieck zwischen Delitzscher Straße, Wittenberger Straße und Theresienstraße mit seiner Bebauung aus der zweiten Hälfte des 19. Jahrhunderts wurde nach dem Ende der DDR ein Sanierungsgebiet förmlich festgesetzt. Dort in der Nordspitze wurde bis 1997 das Zentrum Eutritzsch errichtet, mit Wohn-, Einkaufs-, Büro- und Hotelbereichen und einem Passagensystem. 2019 wurde auf dem Grundstück der früheren Eutritzscher Brauerei für rund 20 Mio. Euro ein modernes Seniorenzentrum der städtischen SAH eröffnet.
Ab 2019 entsteht unmittelbar südlich der Grenze zum Ortsteil Zentrum-Nord ein kleiner neuer Stadtteil, Eutritzscher Freiladebahnhof. 
Eutritzsch beherbergt fünf Kleingartenvereine mit insgesamt knapp 1300 Parzellen. Der Stadtteil liegt an der touristischen Erlebnisroute Kohle-Dampf-Licht-Seen.

### Straßenbenennungen
Die Delitzscher Straße trug vorübergehend den Namen Straße der Deutsch-Sowjetischen Freundschaft (oder kürzer: Straße der DSF). Der Einmarsch der Roten Armee, die die anfängliche US-amerikanische Besatzung ablöste, erfolgte am 2. Juli 1945 über die Delitzscher Straße. Die Umbenennung der Straße wurde dann am 24. Oktober 1950 mit einer politischen Kundgebung auf dem Eutritzscher Markt, die Rückbenennung durch einen Ratsbeschluss, wirksam zum 1. Januar 1992, vorgenommen. Da die Straße der DSF als Magistrale und Zufahrtsstraße der Ostberliner Politprominenz von der Autobahn A 14 und A 9 zur Stadt diente, wurden 1959 an den anliegenden Häusern kosmetische Fassadenreparaturen und Anstriche durchgeführt. Heute noch steht der "Begrüßungslöwe".
Seit 2022 gibt es in Eutritzsch die Grundmannstraße. Sie erinnert an Wolfgang Grundmann (1937–2004), der umfangreich zur Geschichte von Eutritzsch geforscht hat.

## Bevölkerung
| Jahr | Einwohner |
| ---- | --------- |
| 2000 | 10.558    |
| 2005 | 10.711    |
| 2010 | 11.637    |
| 2015 | 13.896    |
| 2020 | 14.701    |
| 2024 | 15.562    |

Stand: 31.12. des jeweiligen Jahres

## Politik
Bei den Wahlen zum Sächsischen Landtag gehört Eutritzsch zum Wahlkreis Leipzig 3, bei Bundestagswahlen zum Bundestagswahlkreis Leipzig I (Wahlkreis 152).
Die Bundestagswahl 2021 führte bei einer Wahlbeteiligung von 73,5 % zu folgendem Zweitstimmenergebnis:
| Partei                | Eutritzsch | Stadt Leipzig |
| --------------------- | ---------- | ------------- |
| SPD                   | 20,9 %     | 20,9 %        |
| AfD                   | 15,7 %     | 13,3 %        |
| Bündnis 90/Die Grünen | 15,0 %     | 15,0 %        |
| CDU                   | 14,8 %     | 14,0 %        |
| FDP                   | 11,9 %     | 10,1 %        |
| Die Linke             | 10,3 %     | 13,7 %        |
| Sonstige              | 11,4 %     | 09,5 %        |

## Wirtschaft und Infrastruktur

### Wirtschaft

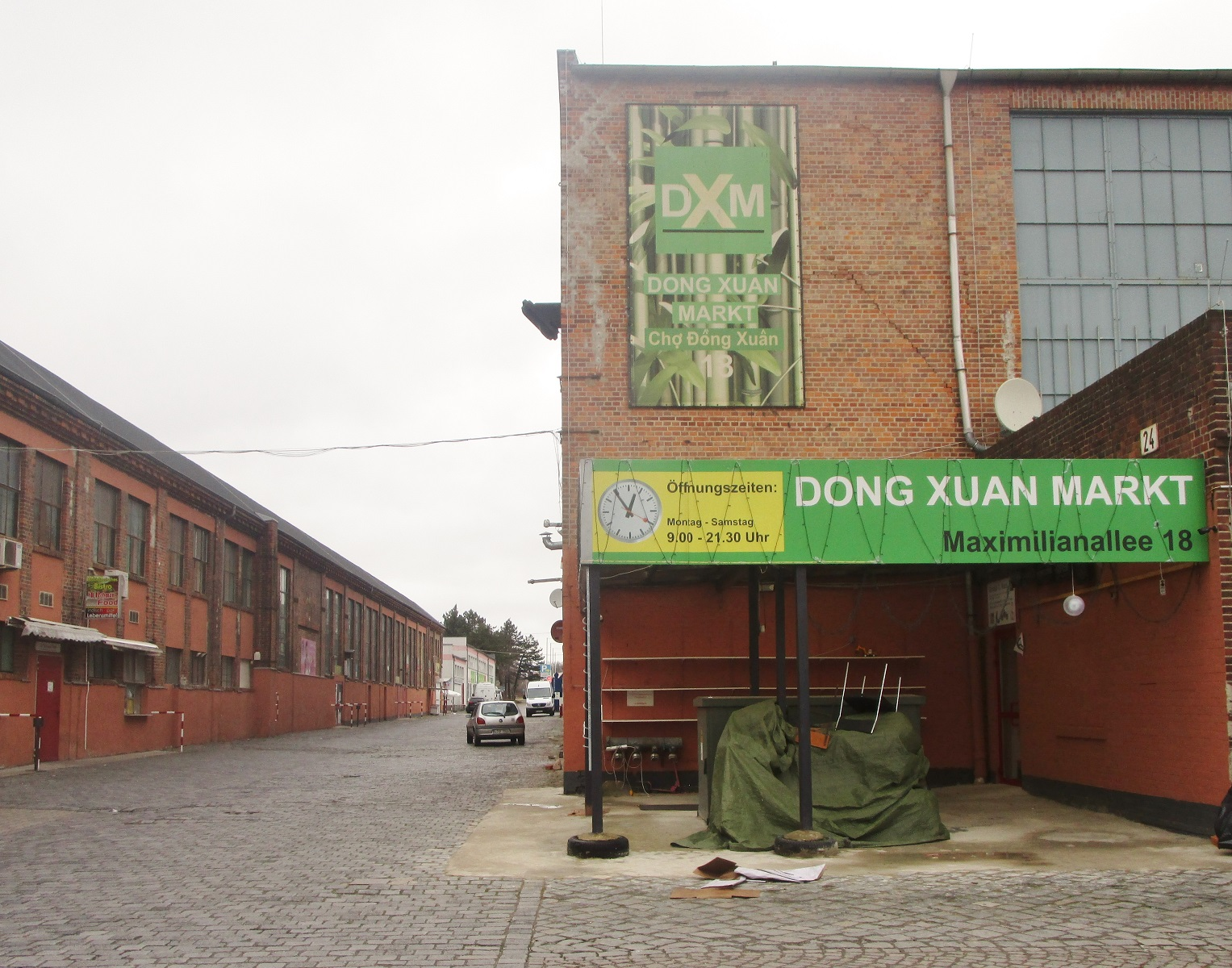
Vietnamesisch-asiatischer Großmarkt

An der Maximilianallee befindet sich in ehemaligen Industriehallen einer der größten Asia-Märkte Deutschlands.

### Verkehr

#### Straßenverkehr

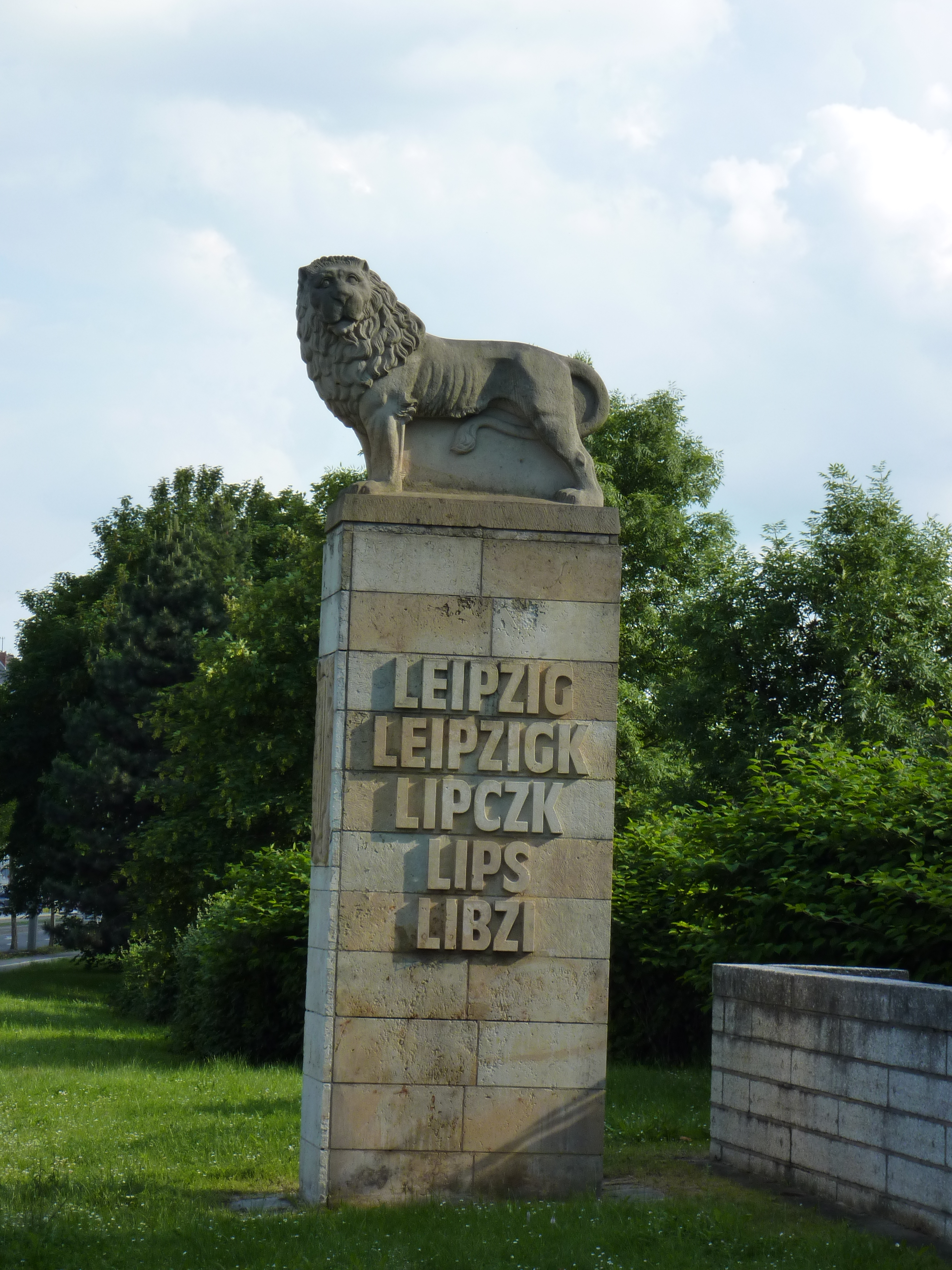
"Willkommenslöwe" an der Delitzscher Straße

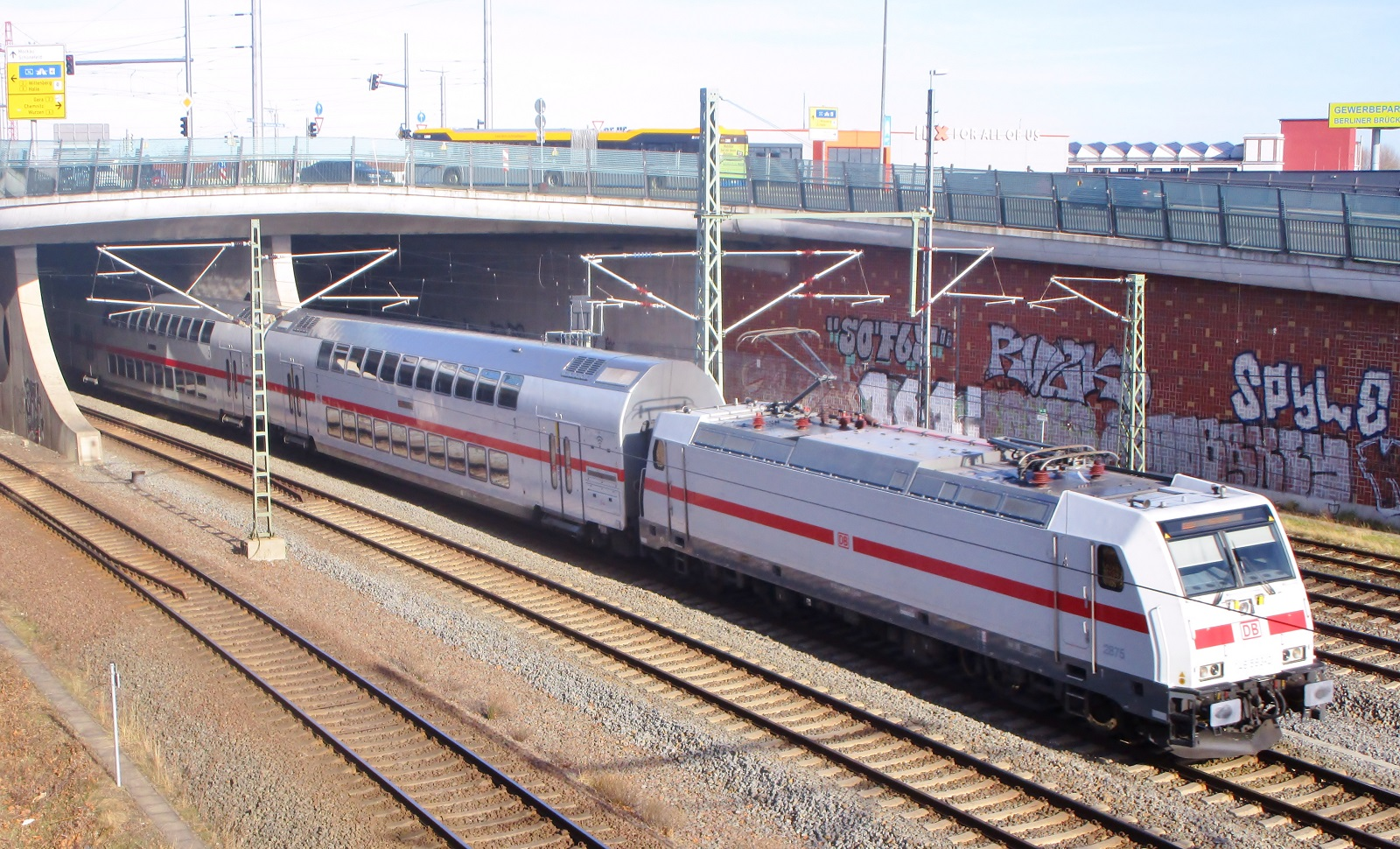
Berliner Brücke

Die Verkehrswege waren und sind weiterhin wichtige Determinanten der Eutritzscher Ortsentwicklung. Die östlich am Dorf vorüberführende Delitzscher Straße, die auf alte Handelsverbindungen von Leipzig nach Magdeburg, Berlin und Danzig zurückgeht, bildete ab 1840 das Rückgrat für die urbane Bebauung des Stadtteils. Mit Eröffnung des Neuen Messegeländes im Norden von Leipzig (1996) geriet Eutritzsch in eine zentrale verkehrsräumliche Lage und nimmt seither mit der neu gebauten Maximilianallee (Bundesstraße 2) die große Messemagistrale auf. Die Delitzscher Straße wurde dadurch vom Durchgangsverkehr entlastet und mit einem separaten Gleiskörper versehen, sodass die Straßenbahn Linie 16 zur Stadtbahn aufgewertet werden konnte. Dabei wurde auch der Eutritzscher Markt neu gestaltet.
Die Theresienstraße fungierte vorübergehend als Verbindung von der Maximilianallee weiter in Richtung Leipziger Innenstadt, bis die Rackwitzer Straße östlich der Bahn (anschließend an die Berliner Brücke) fertig gestellt war. Als weitere große Straße führt die Essener Straße (Bundesstraße 6, früher: Danziger Straße) im Norden in West-Ost-Richtung durch Eutritzsch. Sie ist Bestandteil des Mittleren Rings von Leipzig.

#### Schienenverkehr
Eine weitere verkehrliche Determinante der Eutritzscher Ortsentwicklung ist die Eisenbahnstrecke von Leipzig nach Berlin, die Eutritzsch im Osten begrenzt. Im Zuge des Ausbaus der S-Bahn Mitteldeutschland hat Eutritzsch zwei S-Bahn-Haltepunkte erhalten:
- S-Bahn-Haltepunkt Leipzig Essener Straße
- S-Bahn-Haltepunkt Leipzig Nord

#### Öffentlicher Personennahverkehr (ÖPNV)
Historie
1872 wurde Eutritzsch von der Leipziger Pferdeeisenbahn (LPE) erschlossen. Das zugehörige historische Depot von 1886 wurde im Jahr 1990 teilweise abgebrochen. Übriggeblieben ist eine Halle im nördlichen Bereich. Sie wurde bis in das Jahr 2009 als Reparaturhalle benutzt und seit 2011 als Multifunktionshalle. Die Fahrtzeit vom Leipziger Augustusplatz nach Eutritzsch mit der Pferdebahn betrug 25 Minuten. Die LPE wurde in die Leipziger Elektrische Straßenbahn gewandelt. Die letzte Pferdebahn in Eutritzsch fuhr am 16. April 1897, die erste Elektrische auf der Relation Bayerischer Bahnhof - Eutritzsch am 17. April 1897. Konkurrent der LESt war die Große Leipziger Straßenbahn, die zeitgleich ebenfalls eine Linie nach Eutritzsch aufbaute und ihr Centraldepot in der Wittenberger Straße errichtete (später Depot der Leipziger Verkehrsbetriebe). In der bis 1916 reichenden Zeit der konkurrierenden Straßenbahnbetriebe verkehrte die Blaue (GLSt) in der Delitzscher Straße mit der Linie E (diese Gesellschaft betrieb die Buchstabenlinien), die Rote (LESt) in der Wittenberger Straße mit der Linie 3 (diese Gesellschaft betrieb die Nummernlinien).
Situation heute
Neben der erwähnten Stadtbahnlinie 16, die auf der Delitzscher Straße in ganzer Länge verkehrt, wird Eutritzsch in Randlage noch von der Linie 9 bedient (ebenfalls in Nord-Süd-Richtung, auf der Berliner Straße). Komplettiert wird der ÖPNV in Eutritzsch durch die Buslinien 80, 85 und 90.

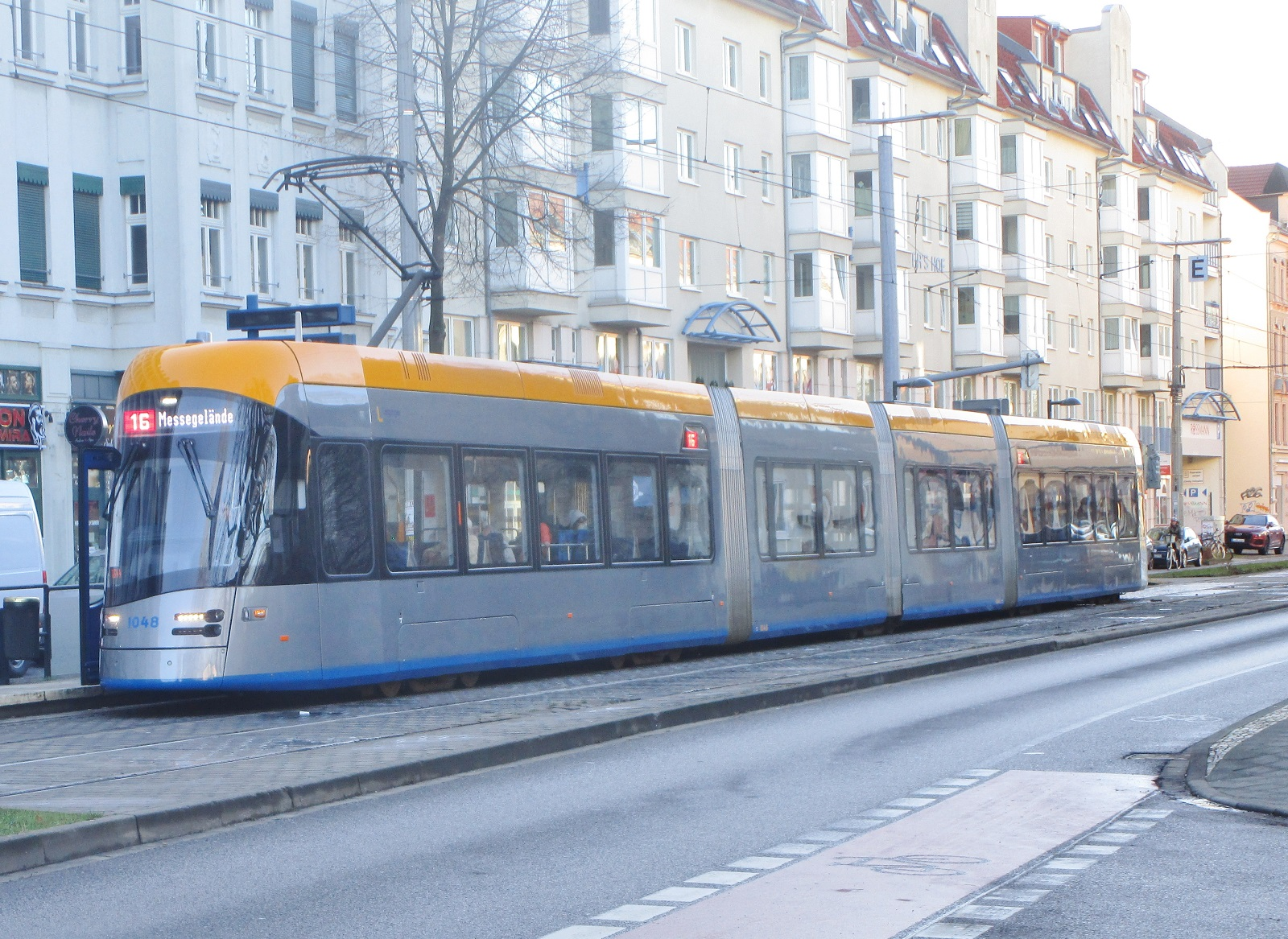
Linie 16 an der Haltestelle Eutritzscher Zentrum
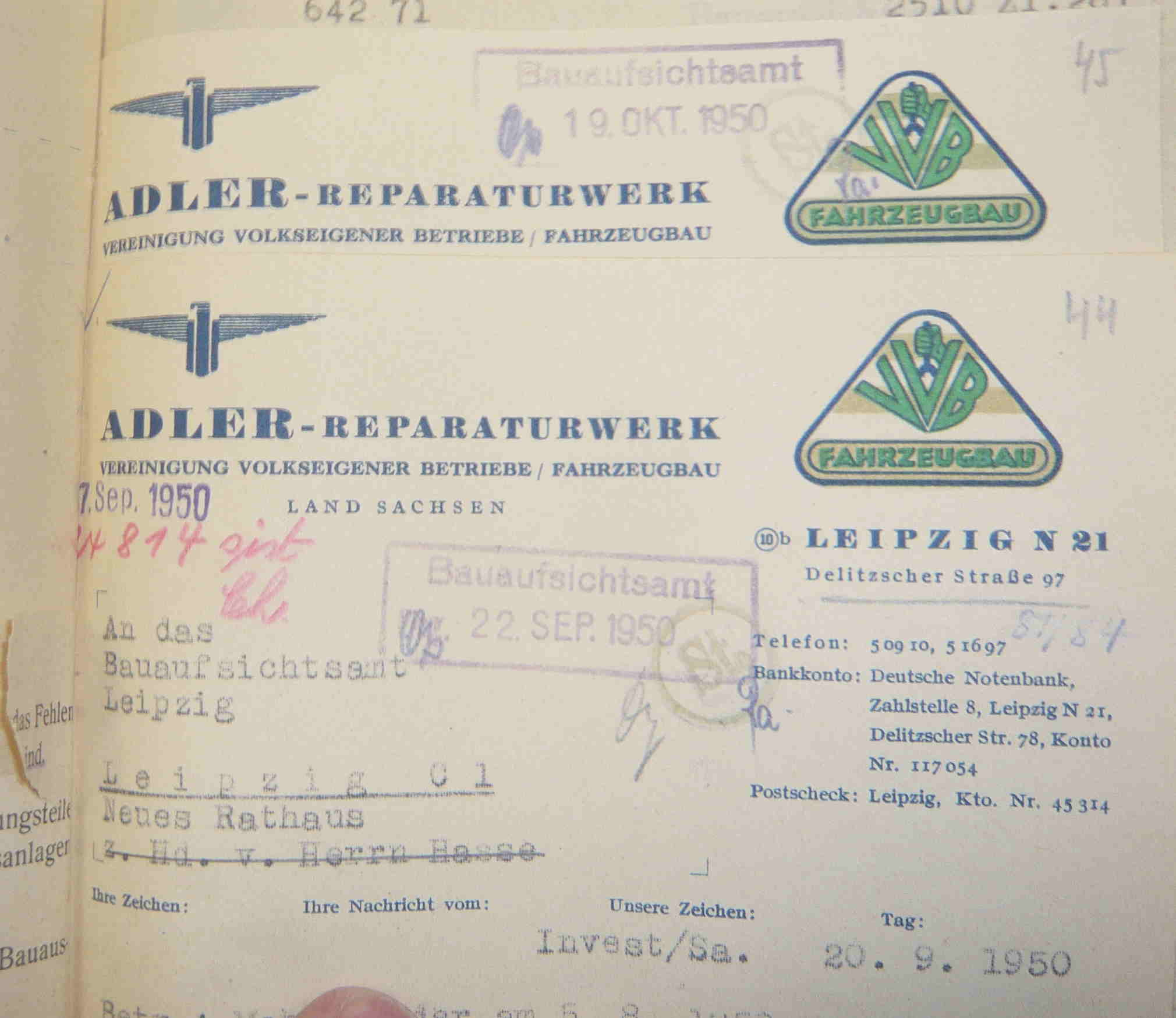
Dokumentation des Bauaufsichtsamtes zur Genehmigung des Betriebes, auf dem der Eutritzscher Pferdestraßenbahnhof gelegen ist. Bestand des Betriebes war von 1950–1989.
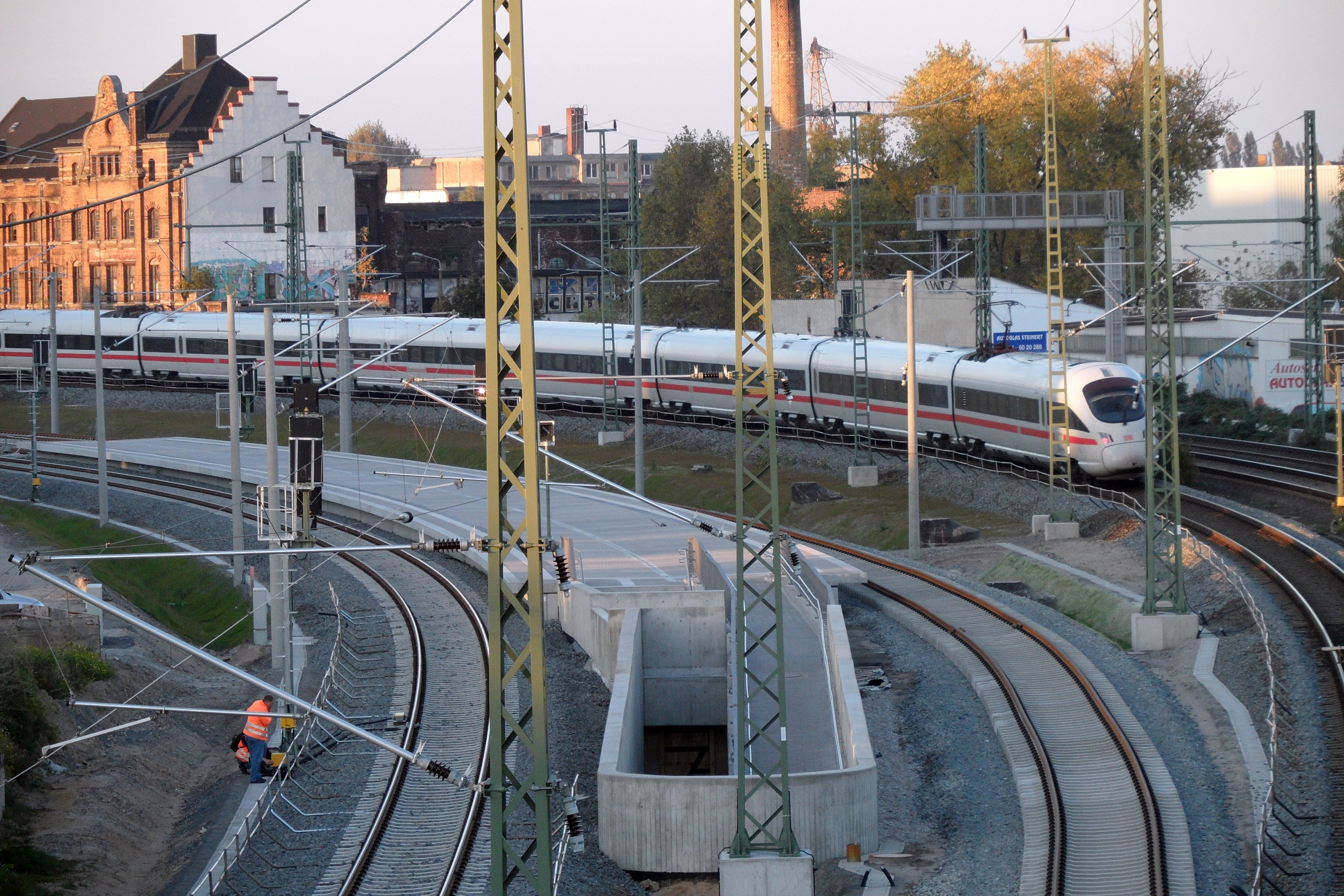
ICE fährt am S-Bahn-Haltepunkt Leipzig-Nord vorbei
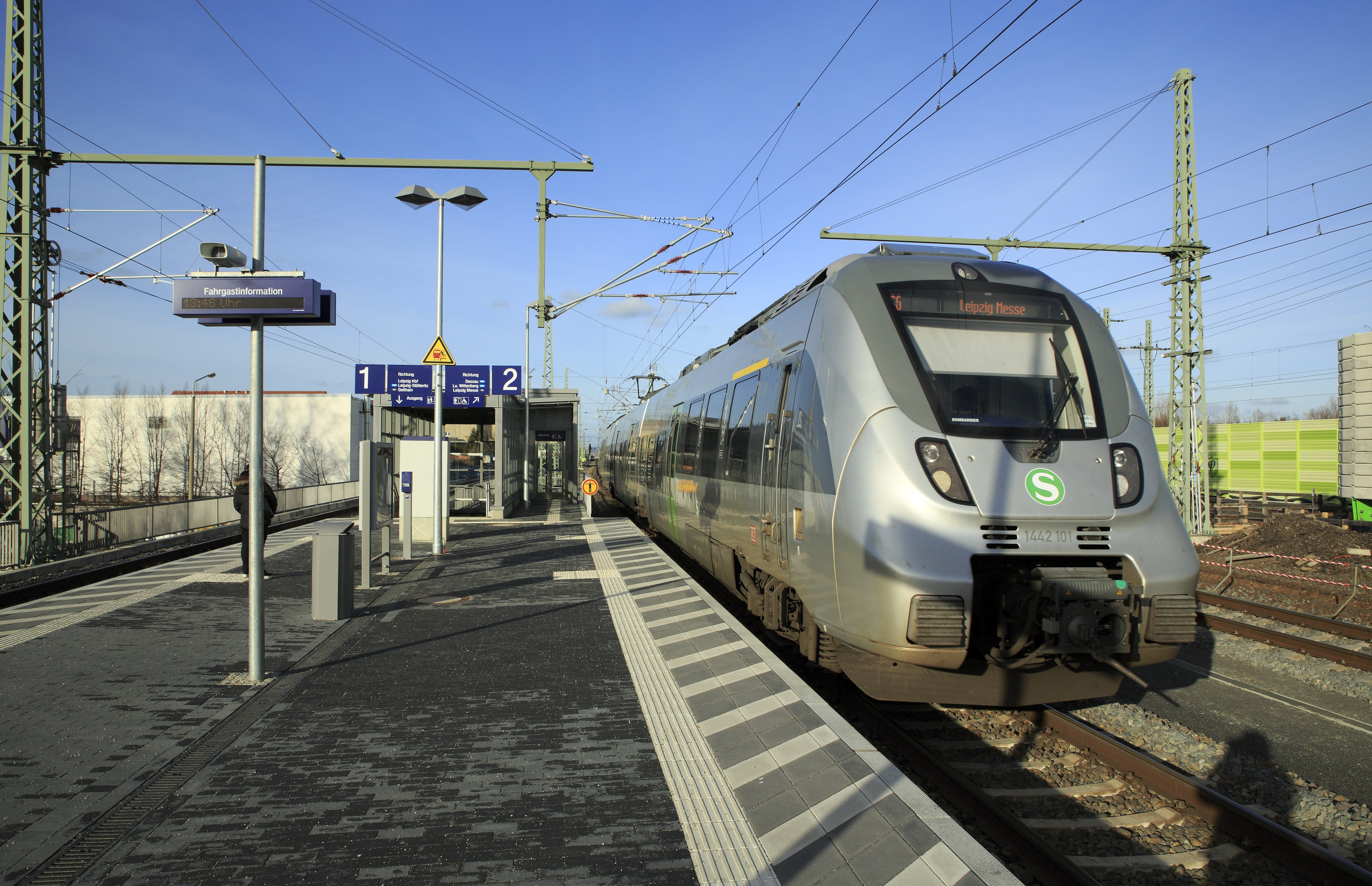
S-Bahn-Zug am Haltepunkt Essener Straße
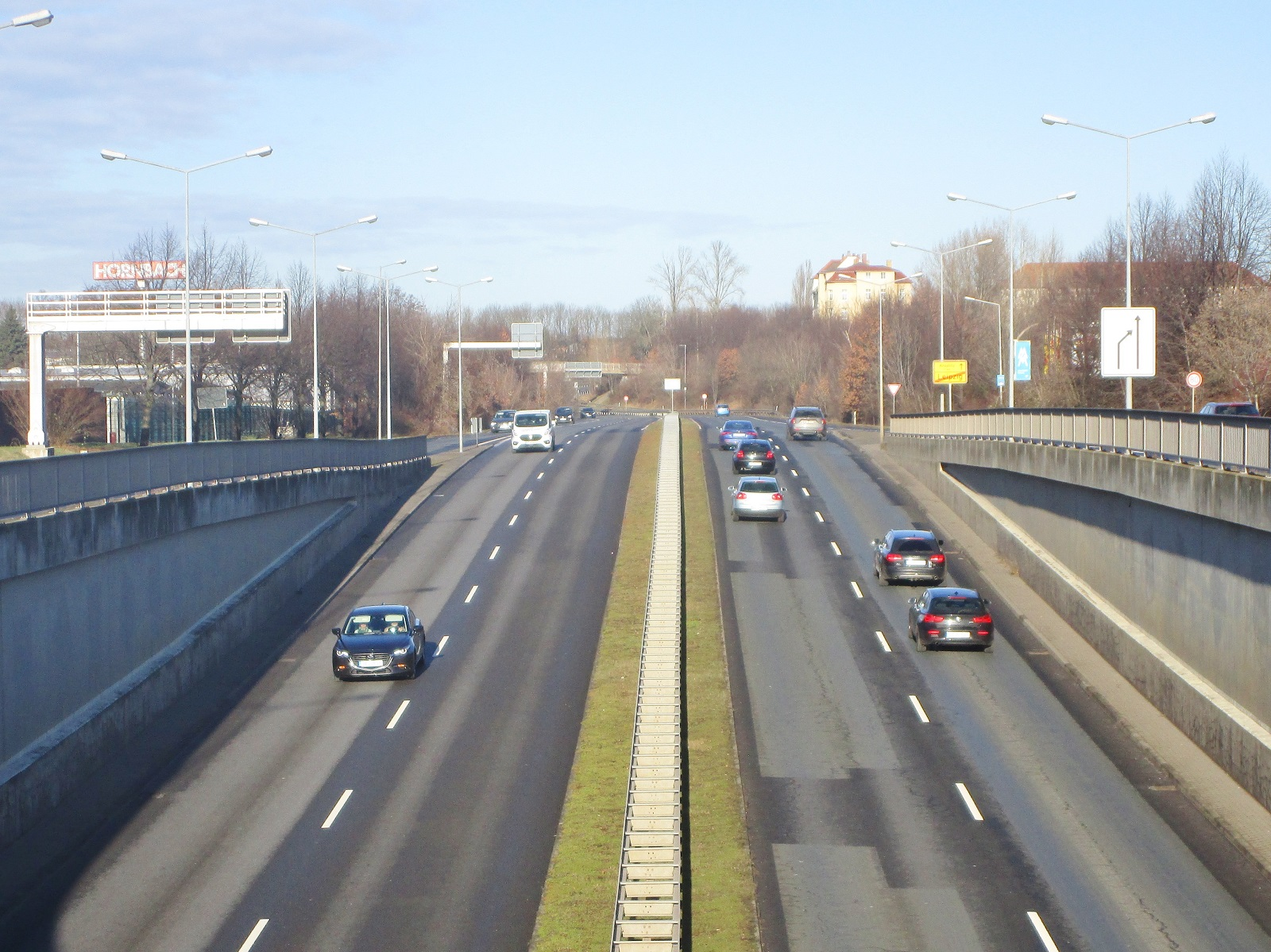
Maximilianallee in Höhe Essener Straße

### Schulen

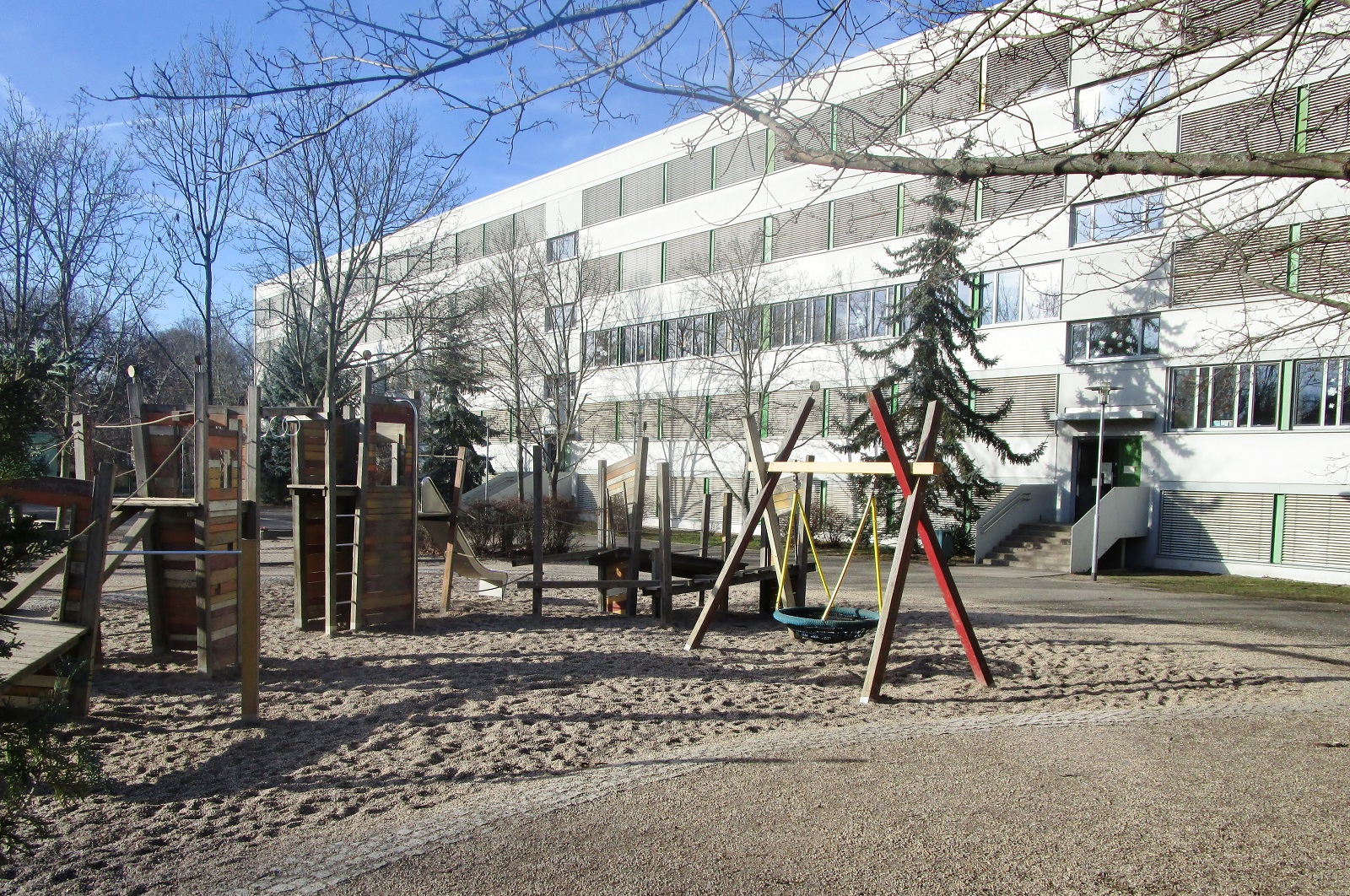
Adam-Friedrich-Oeser-Schule

In Eutritzsch befinden sich folgende Schulen der Stadt Leipzig:
- 33. Schule (Grundschule)
- Adam-Friedrich-Oeser-Schule (Grundschule)
- Carl-von-Linné-Schule (Grundschule)
- Lindenhofschule (Förderschule mit Schwerpunkt geistige Entwicklung)
- Susanna-Eger-Schule, Berufliches Schulzentrum für Ernährung, Hauswirtschaft und Textiltechnik (und Hotelfachschule)[37]
- Felix-Bloch-Schule, Berufliches Schulzentrum der Stadt Leipzig

Schulen freier Träger:
- Berufsbildungsinstitut und Sozialpflegeschule der Heimerer GmbH
- Europäisches Bildungswerk für Beruf und Gesellschaft e. V.

### Gesundheitswesen
Das Städtische Klinikum St. Georg befindet sich im Norden von Eutritzsch und hat mit seinen 1200 Betten eine Bedeutung weit über den Stadtteil hinaus. Es wurde 1913 als eine parkähnliche Anlage mit sieben Bettenhäusern eröffnet und geht auf die 800-jährige Geschichte des Hospitals St. Georg in Leipzig zurück. Daneben gab es im Süden von Eutritzsch, an der Theresienstraße, noch ein Kinderkrankenhaus (bis Ende 2000 Klinik für Kinderchirurgie der Universität Leipzig).

### Sport

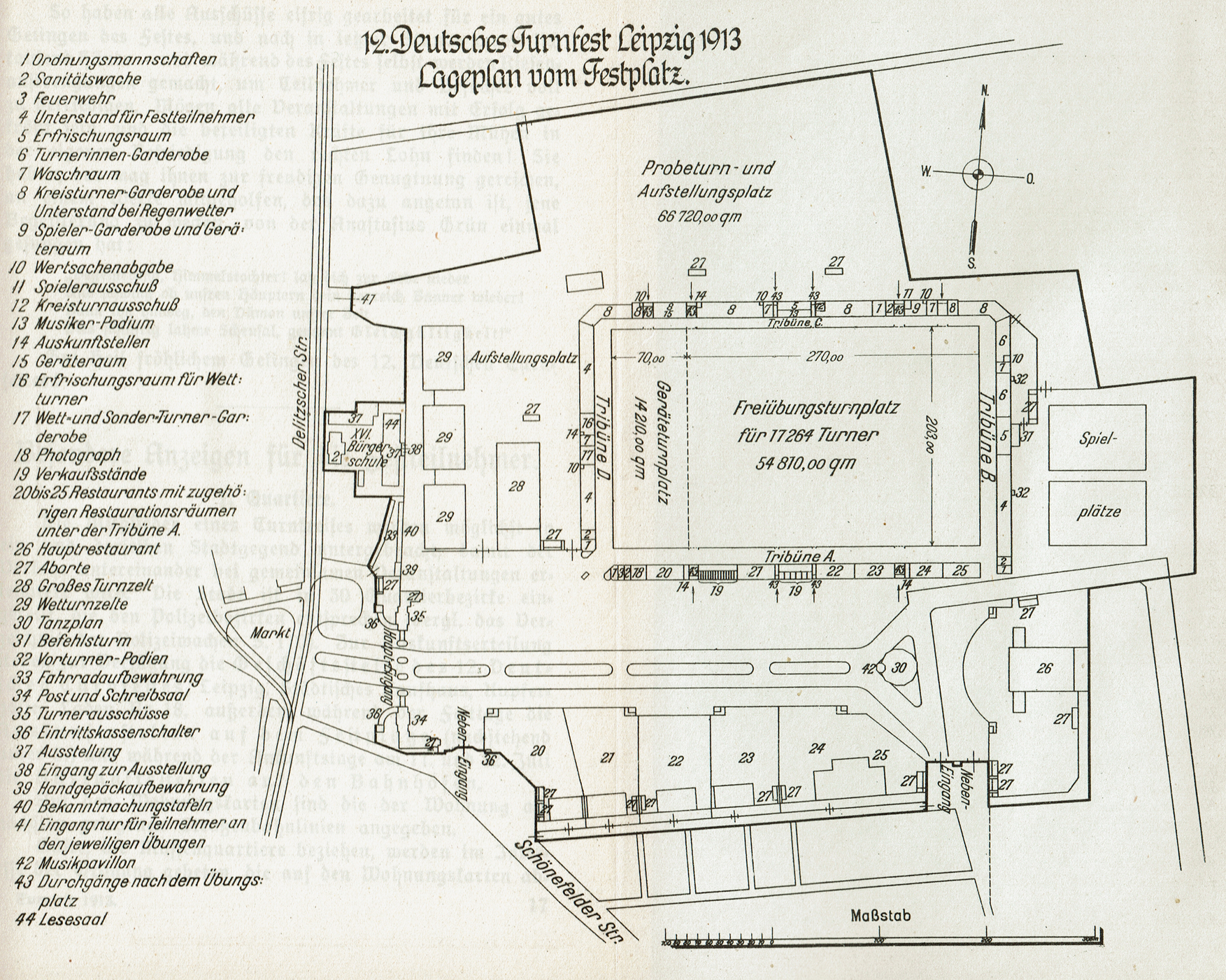
Deutsches Turnfest 1913 (Festplatz Lageplan)

- Im Juli 1913 fand in Eutritzsch auf dem Gelände östlich des Eutritzscher Marktes und nördlich der späteren Thaerstraße das 12. Deutsche Turnfest mit 62.500 Aktiven statt. Das Gelände beherbergte 1909 die 23. Wanderausstellung der Deutschen Landwirtschaftsgesellschaft[39] und wurde in den 1920er Jahren teilweise mit einer Wohnsiedlung überbaut.
- Innerhalb der Gemarkung Eutritzsch gab es fünf Sportplätze, von denen heute noch zwei existent sind.[40]
- Bar Kochba, der erste jüdische Sportverein in Leipzig, weihte am 29. Oktober 1922 an der Delitzscher Landstraße im Norden von Eutritzsch seine eigene Sportstätte ein. 1932 und 1935 fanden auf dem Platz die Deutschen Makkabi-Meisterschaften in Leichtathletik statt.[41][42]
- 1969 wurde die am nördlichen Ende des Arthur-Bretschneider-Parks gelegene Volksschwimmhalle Nord übergeben, heute Schwimmhalle Nord der Sportbäder Leipzig GmbH.[43]

Eutritzscher Sportvereine:
- SV Lipsia 93
- SG Leipzig-Eutritzsch
- SG Rotation Leipzig

## Persönlichkeiten
- Gottlob Friedrich Jenichen (1680–1735), lutherischer Theologe und Historiker, in Eutritzsch geboren
- Christian Gottlieb Geyser (1742–1803), Maler und Kupferstecher, Besitzer eine Landgutes in Eutritzsch
- Wilhelmine Geyser, geborene Wilhelmine Oeser (1755–1813), Porträtzeichnerin, lebte in Eutritzsch
- Gottlieb Wilhelm Geyser (1789–1865), Maler und Kunstschriftsteller, lebte in Eutritzsch
- Carl Ernst Otto Kuntze (1843–1907), Botaniker und Immobilienentwickler (Dr. Otto Kuntzes Cottagehäuser in der heutigen Mörikestraße)
- Arthur Holke (1883–1940), Anarchist, in Eutritzsch geboren
- Hans Hofmann (1898–1978), Bibliothekar, in Eutritzsch geboren